# 輔仁大學心理系性侵案
輔仁大學心理系性侵案是指2015年6月，一起發生在中華民國新北市輔仁大學心理學系的性侵案件，以及後續引起的一連串事件。對此輔仁大學心理學系系主任何東洪、社會科學院院長夏林清等人，未依照《性別平等教育法》處理性侵案，而在無法源情況下組成工作小組輔導。2016年5月，女學生男友在Facebook發布8,000多字的文章，除了重新提及性侵案發生經過外，並指控夏林清在處理過程企圖平息爭端，輔導過程使用的語言和態度造成二次傷害，甚至質疑女學生酒後亂性，同時工作小組報告也定調為猥褻、而非性侵。
學生的指控文章隨即導致網際網路和社會各界出現論戰，也引起各大新聞媒體的報導。而夏林清在出差返國後不久，則召開記者會回應學生質疑。輔仁大學心理學系也邀請200多名系內老師、學生、畢業系友和女學生及其男友，開會共同討論，希望藉公開對話釐清各方疑點，不過工作小組的後續處置仍引起輿論反彈。到了6月底，輔仁大學回應心理學系性侵案的處理批評，除了向中華民國教育部表示處理過程存在缺失，且決定以違反《性別平等教育法》第21條規定解除心理學系副教授何東洪的系主任職務，後者則表示對懲處理由未明列具體事項而感到遺憾。
而另一方面，夏林清仍持續發表文章，指稱當事人和男友涉嫌偽造事實。到了9月，受害女學生在Facebook發表文章，表示自己要向因性侵案而受傷害的師長道歉，使得網友再度批評夏林清，許多網際網路著名人士紛紛發文質疑為何是女學生要道歉，卻不見加害人王凱民道歉。夏林清則批評網友持續施壓和強行代言，將女學生塑造成「被道歉的形象」，認定被害者被非自願地道歉。在200多人開會的內容影片曝光並廣為媒體報導後，社會之後更質疑進行公審，違反保護受害人法律。隨後輔仁大學緊急召開性別平等委員會，決議立即暫停夏林清的社會科學院院長職務。
除了針對性侵案件和後續處理事件的爭論外，夏林清為首的輔仁大學心理學系提倡的受害者培力理論、及性侵案實際的操作手法，也引起社會各界不同看法。部分評論認為該性侵案及相關事件顯示《性別平等教育法》的侷限，足以認定輔仁大學心理學系的理論應用無法成功，而這次事件也能成為臺灣性別平等史上的指標事件之一。輔仁大學和其心理學系也因本事件而聲譽嚴重受創。
2016年1月26日，臺灣新北地方法院一審判決王凱民犯乘機性交未遂罪，處有期徒刑3年6月。2018年3月22日，最高法院維持原判決，全案定讞。
2020/1/31 針對女當事人和男友涉嫌偽造事實的誣陷案部份，夏林清求償1元勝訴.   2018年夏林清向士林地方法院提起侵權行為損害賠償訴訟 , 法官經訊問相關證人及綜合卷內事證，認為夏林清並未強勢主導被害女子接受由工作小組處理性侵害案件，也未曾在工作小組討論過程中藉由權威「狠電」不同意見者，另無證據證明夏林清有何指示學生封口的行為。2019年12月言詞辯論終結, 法官認為，被害女子的男友不法侵害夏林清名譽權，應賠償精神慰撫金1元，被害女子則不構成幫助行為，免負賠償責任，全案可上訴。.(引自中央社記者蕭博文台北31日電)

## 性侵

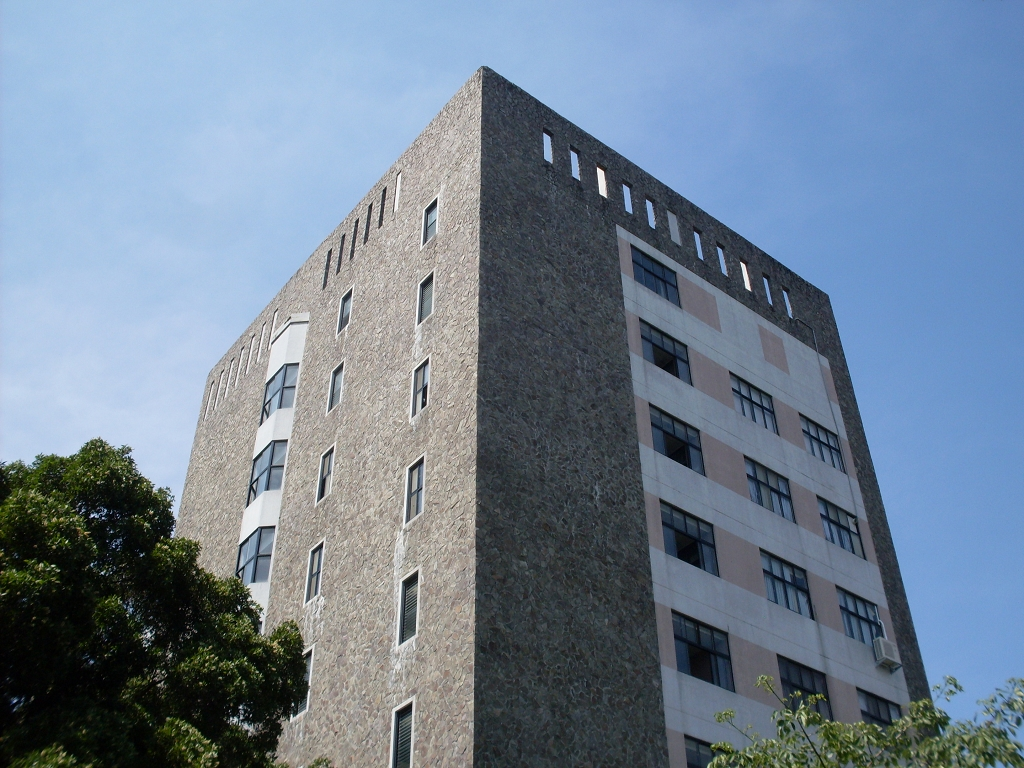
性侵案發生地點位於輔仁大學聖言樓一樓。

2015年6月27日晚間，就讀新北市輔仁大學心理學系的巫姓女學生參加畢業晚會，在晚會後連同系上交情較好友人，於教學大樓聖言樓851教室共同慶祝，包括女學生的三年級直屬學弟王凱民等人也獲邀參加私人歡送會，多人一同喝酒、飲食和聊天，持續至隔天凌晨3時。其中該教室為晚上不上鎖的公共空間，白天也幾乎沒人使用。6月28日凌晨3時，男學生王凱民看見熟識的學姊酒醉醉倒後，表示願意送學姊返回宿舍，隨即攙扶後者離開教室。然而才剛將學姊扶離教室，參加聚會的學生便指稱其曾在走廊上搓揉學姊乳房。兩人搭乘電梯到達教學大樓一樓，王凱民未馬上將女方送回宿舍，反而趁著酒意直接在電梯門口旁的走廊脫下學姊褲子，性侵酒醉醉倒的女方。在性侵過程中，意識不清的女方僅感覺到有人壓在身上，但沒有力氣抗拒。
女方的朱姓男友原本在校外參加另一場聚會，凌晨返家後則致電催促女友回家，雖然女友接通電話並表示馬上返家，但並沒有起身、而繼續和同學待在教室內喝酒，也開始不接男友電話。在撥打十多通電話卻沒人接聽，且答應返回宿舍經過1個多小時後，由於未見女友返回與聯繫不上，擔心安全的男友直接前往教學大樓，以接回宿舍安頓。當天凌晨3時多，女學生男友抵達教室後，其他友人表示王姓學生與學姊已經在10分鐘前離去，之後在性侵現場撞見下半身赤裸的女友趴在地板，性侵女方的王姓學生趕緊穿上褲子。女方男友隨即喝退王姓學生，並幫助女友穿好衣褲；其他參加聚會的學生陸續下樓後，看見情況也立即通報警察和救護車。
這時原本還能夠應答的王姓學生看見現場人數增加，則假裝酒醉並表示自己意識不清，要求旁人協助呼叫救護車，此舉後來被認為試圖將事情引導為「酒後亂性」。學生第一時間並未現場報警，使得王姓學生未能以現行犯身分逮捕，對此女學生男友後來表示感到後悔。警方接獲性侵報案後，採集學姊身上跡證，並將王姓學生移送法辦，之後檢察官在被害人下體檢驗到王姓學生DNA，女學生在驗傷後決定控告王姓學生。後者出庭時否認性侵學姊，表示當時喝酒過量而不知道事情經過，但願意和學姊和解。與此同時，被指控性侵的王姓學生也開始在心理學系上指稱女方自願。

## 處理

### 組成小組

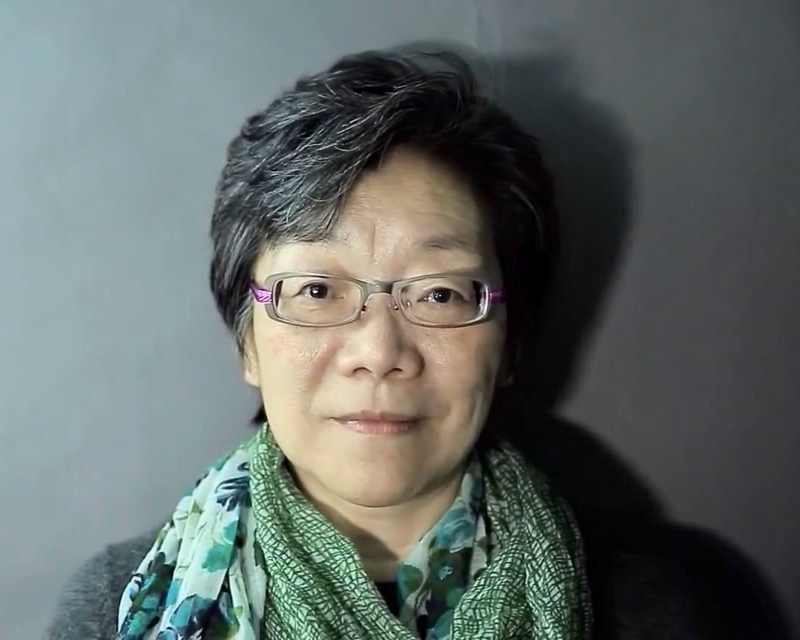
輔仁大學社會科學院院長夏林清在返回臺灣後，便參與輔仁大學心理學系自組的教育工作小組。

案件發生後，被害學生除了立即通報警方外，輔仁大學校方與心理學系也同時接獲通知，針對此次案件展開處理。6月28日當天，輔仁大學立刻依規定通報中華民國教育部校安中心，並召開性別平等委員會。到了隔天，輔仁大學生活輔導組召開緊急事件工作會議，包括學務長、副校長、性別平等委員會聯絡人、心理輔導中心主任、教官、心理學系主任和教師都參與討論。會議主席一開始便要求心理學系應持續協助學生，心理學系主任何東洪則希望籌組教育輔導工作小組，持續輔導相關學生。
在校園性侵事件，處理管道有司法程序和性別平等委員會；輔仁大學在6月29日後，也兩度和當事人說明向性別平等委員會申請調查的權益。不過之後女學生男友與何東洪聯繫，後者要求先由心理學系處理此事，暫緩提交學校性別平等委員會。而夏林清之後接受《蘋果日報》專訪，表示在6月28日至7月10日間，因心理學系學生發生多起衝突，女學生決定向系上尋求協助，並和朋友提議組成工作小組。不過在這之前，夏林清曾在Facebook上發表2篇聲明，提到自己是提議成立小組的心理學系老師，提到心理學系和學校在2015年6月下旬同步啟動工作，考量不能夠閃避而應主動承擔教育責任，身兼心理學系教師的她便提議立刻組成專案工作小組，並認為組成和參與這一工作小組的決定極為重要。不過說法間的不一致，導致往後苗博雅、張娟芬等人紛紛在Facebook上質疑其公然說謊。
夏林清本人在案發隔天出差至國外，直至7月12日返回臺灣後，獲知半個月前發生的事情，並接受邀請加入工作小組的案件調查與輔導工作。在這之前，夏林清便因曾教導该女學生與其男友而事前認識，特別是與身為中國大陸學生的朱姓學生感情親密。7月13日，心理學系與當事人達成組成工作小組的共識，其中夏林清與该女學生和其男友會面，確認系上將組成工作小組調查。然而该女學生男友在公開發表的控訴文章中，指稱夏林清當天發言數度提到心理學系面臨的處境和外在壓力，更提及事件可能成為「壓垮這個系的最後一根稻草」，且在詢問過程中二度傷害被害人。
在這之後，女學生和男友開始對夏林清和工作小組的動機產生疑慮，女學生男友與夏林清的信任關係因而動搖；對此夏林清在往後數份公開聲明、記者會與討論會，都不斷強調自己的發言遭到誤植。而在同日，女學生和男友則與另一名同行友人彼此核對經驗，確認聽到一致說法。到了隔天，3人再度找尋夏林清確認，維持原來對夏林清的判斷。這時夏林清並沒有注意到學生存在疑慮，且未察覺學生與她談話時帶有核對的疑慮。

### 工作內容
依照《性別平等教育法》規定，原本應由性別平等委員會組成調查小組，決定後續處置方法。依照夏林清院長開記者會時的陳述，系上教師和助教考量緊急狀況後，同意組成教育輔導工作小組介入，並在7月20日召開工作小組第一次會議。工作小組成員包括心理學系主任何東洪等8名教師與學生，小組內部則採行共識決。心理學系教師、助教、研究生認為依法令最低限度作為，處理態度反而太過消極，因此組成教育工作小組，展開為期2個多月的諮商過程。心理學系並持續提供工作小組資源，除了負責最初校內的處分工作，也以教育學生立場和雙方溝通。同時邀集女學生參與，接受協助回復的身心療癒資源。
原本規劃負責教育輔導的工作小組，在定位上有別於性別平等委員會的調查小組，僅是作為額外提供的管道，在處理過程能與被害者共同面對痛苦經驗，關心雙方當事人的身心處理機制、並協助學生爭取權益，之後夏林清也強調社會混淆兩種小組的關聯。在提報性別平等委員會前，工作小組密集展開處理工作，亦再度告知提交性別平等委員會的權益。夏林清對此則認為，一線教師面對類似事件時，通常交由性別平等委員會處理，反而不能達到教育工作者協助學生共同學習成長的功能。
不過工作小組原本應該是以心理學的專業方法，憑藉高度互信和團體內聚力量，讓團體能夠在性侵案發生後，承接系上和學生人際間的各種變化。原本也認為即便團體內部出現經驗落差或直接衝突，仍能彼此同意處在共同的集體經驗過程，並一起面對個人遭遇的事件影響與情緒，找尋共同前進的方向。但由於當事人在工作小組成立初便存有疑慮，然而沒有直接表露，且無論是負責規劃的心理學系、或學生原本信任的夏林清，在過程中未能察覺到疑慮存在，使得後續工作不但未能成功，更隨著工作進行造成疑慮增長。
而儘管案件已提交給司法審理，但在3名主要當事人都各自提出說詞的情況下，參與調查的系所教師也因害怕事情擴大影響系所聲譽，而有部分爭議舉措。其中便有親眼見到性侵現場的學生表示儘管當時非常靠近受害者，且認為被害人是在酒醉狀況下遭到性侵，但工作小組仍反覆想要釐清嫌犯和受害者的清醒程度。夏林清更向目擊學生提到只有其意見與他人相反，反問是否要解釋緣由。對此該名目擊者在僵持許久後，決定以自己對於推測意識與否感到困難做為妥協。

### 不滿擴大
工作小組原本設想事件雙方屬於學姐和學弟關係，安排進一步展開對話，女學生並向學弟提出「認罪、退學、道歉」三點要求。但工作小組反而認為要求過於強硬，而加害人王凱民在律師建議下，也未選擇直接面對面對話和道歉。另一方面，夏林清則在討論過程中，被認為試圖說服女學生與男友不要提報性別平等委員會、或進行法律訴訟。雖然輔仁大學也持續關注性侵案，並知道心理學系已經輔導相關學生，但未區分教育輔導小組和性別平等委員會調查小組的差異。另外，女學生和男友對於工作小組無力阻止被指控性侵的男方在系上拉幫結派造謠說女生是自願，感到非常痛苦。
至此，女學生和男友兩人對工作小組感到極為失望。也因為不滿工作小組後續工作過程與成果，及連結最初的疑慮，女學生感到自己與工作小組間存在各種複雜情緒。9月24日，教育工作小組完成工作報告，然而在經過1個月處理後，工作小組僅將此次案件認定為猥褻，便宣告任務完成而停止運作。在考量加害人未答應先前提出的三點訴求，女學生考慮10多天後，決定將案件送至性別平等委員會。9月30日，不滿工作小組結果的女學生和男友兩人，正式將性侵案提報給性別平等委員會，後者在申請受理後則啟動性別平等程序而展開調查。
到了2016年3月28日，女學生在Facebook網誌上公開批評工作小組處理方式不當，並要求夏林清針對性侵案做出回應，許多學生按讚或留言表示支持。雖然女學生在Facebook上張貼的文章並非完全公開，僅限定好友閱讀，但仍有可能在系上學生與熟人間傳播。何東洪看到該篇文章後，立刻致電給女學生，表示由於事件和多人相關，基於保護隱私權而建議先行撤下，但強調學生擁有決定權。何東洪並覺得工作小組有義務向學生說明，但因案件必須保密，這讓他感到兩難。雖然原先工作小組已停止運作，但之後仍針對事情辯論討論。
何東洪原先是希望在自己Facebook上張貼文章說明，然而其他工作小組成員認為不妥。工作小組也曾考慮直接在貼文底下留言回覆，但擔心該舉動反而擴大訊息傳播。最後工作小組決定折衷採取寄信辦法，由何東洪以工作小組召集人暨心理學系主任名義，並基於「保護當事人隱私」理由，在3月29日寄信給對該篇文章按讚、或轉貼文章的系上學生，提醒學生維持保密原則而不要透露相關內容和細節。部分學生對於這樣處理感到壓迫外，而女學生男友進而認為這是在夏林清主導下，社會科學院下達封口令，以電子郵件寄給在文章中按讚或回覆的學生，要求導師約談。之後他更批評夏林清試圖實行「白色恐怖」，認為過往曾經歷臺灣白色恐怖時期的經驗，讓她能以類似方法限制言論自由。

### 退學決定
2015年10月，性別平等委員會獲知心理學系事前組成教育工作小組，並收到小組工作報告，不過這時並未提出異議，同時也決定先讓加害人男學生王凱民留校察看。而12月9日，由於司法程序尚未進入起訴階段，性別平等委員會採用工作報告內容，認定王姓學生在案件僅有猥褻、而非性侵案，裁定2支大過並留校察看處分，並加註但書，若是之後檢方起訴罪名加重則改為退學處分。由於驗傷DNA結果及獲得其他參加聚會學生的指證，臺灣新北地方法院檢察署於2016年1月21日認定犯行確定，決定不採信男方辯詞、而依乘機性交罪起訴，案件進入司法程序處理。同年2月初，受害女學生和男友兩人補充證據與司法調查，證明此次事件為性侵案後，輔仁大學在3月8日重新召開性別平等委員會，將案件重新判斷為性侵事件，並做出退學處分。
3月15日，輔仁大學依照《輔仁大學學生獎懲辦法》和《輔學（三）懲決字第01040112號懲處議決書》，對加害人王凱民做出退學懲處。不過王姓學生在律師建議下，於學校寄出退學處分前，便緊急辦理休學1個學期，且因學籍暫停而讓相關退學處份無法生效。之後涉案學生不服處分，依《大學及專科學校學生申訴案處理原則》提起救濟程序。不過到了5月18日，輔仁大學依據《輔學（三）懲決字第0104201號懲處決議書》，維持申訴人的退學處分，不過學生仍再度依法提出救濟程序。
由於學校為了能夠保障學生權益，因此在救濟程序結束前，學生仍然擁有選課和上課的權益；且因為休學學生擁有復學權利，學校在休學申請1個學期屆滿後，依行政程序寄發復學通知單。在新學期開學前，王姓學生在收到通知後，遵循一般程序繳交學費而完成註冊，並且同樣選取學期課程，得以在開學後到校上課。王姓學生也在律師陪同下，向性別平等委員會的懲處提出申訴，並提交相關新事證。這讓性別平等委員會必須針對當初的退學處份進行重審，並對退學案的新事證重啟調查，而學生依法在審理調查期間擁有受教權和學籍。最後在9月26日第二次宣告維持原先的退學處分。

## 批評

### 批評文章
2016年5月29日，女學生男友因不滿輔仁大學校方與心理學系的處理方式更加傷害女友，且認為學校調查過程偏袒加害人王凱民，在Facebook個人頁面上公開8,000多字的網誌，除了詳細揭露女友因酒醉而遭學弟性侵的過程外，並批評輔仁大學校方、心理學系主任何東洪、社會科學院院長夏林清等人，在處理程序和相關言語部分不當。當中除了指控輔仁大學未能妥善處理外，並認為過去長期參與社會運動、自己曾十分敬重的夏林清處理失當。
其中女學生男友指控夏林清是工作小組成立到實際運作的主導者，並提出種種批判。他批評夏林清在處理事件時，為了學校、個人、系所名譽而希望「息事寧人」，且暗指試圖藉此保有職務，多次強調案情傳開後將影響心理學系。他提到工作小組延誤性別平等委員會協助權益，使受害者未向學校提出性別平等調查長達3個月，一直到9月30日才正式向性別平等委員會申請調查，許多持不同意見者也在工作小組遭批評或被迫離去。同時認為夏林清企圖利用學生對於自己的信任，遊說兩人不要申請性別平等委員會或進入法律程序，而先交由工作小組處理。
同時文章還指出夏林清在工作委員會討論時，陸續出現不當言論，包括多次要求女學生不要單純提出被害者觀點，造成被害人陳述受害經歷時的二度傷害，相關言詞亦讓女方男友感到極為憤怒。在工作小組的處理會議上，夏林清多次打斷女學生訴說性侵後的受傷感受，及要求女學生表達身為女性在案件的感受，除了不滿意女學生表達自己遭到侵犯而受傷，也否定男友對於現場狀況的理解。夏林清還涉嫌將工作小組的調查討論方向，引導至「被害人酒後亂性」的雙方同意性交，並逼迫被害人承認自己為「酒後亂性」。
由於夏林清與丈夫鄭村棋皆為著名社會運動人士，過去長期投入勞工、婦女和妓權運動，除了是輔仁大學心理學系創系教授外，也被視為臺灣婦女運動的先驅，女學生男友針對夏林清發表多項指控的文章後，立刻在網際網路社群媒體廣泛傳播，也引來學術界等強烈迴響。陸續有成員跟進批評夏林清試圖掩蓋事件，並在輔仁大學與各大網路論壇發散消息，要求學校回應。支持夏林清的人認為文章發言立場和態度偏頗，認為文章存在許多錯誤。

### 批評反響

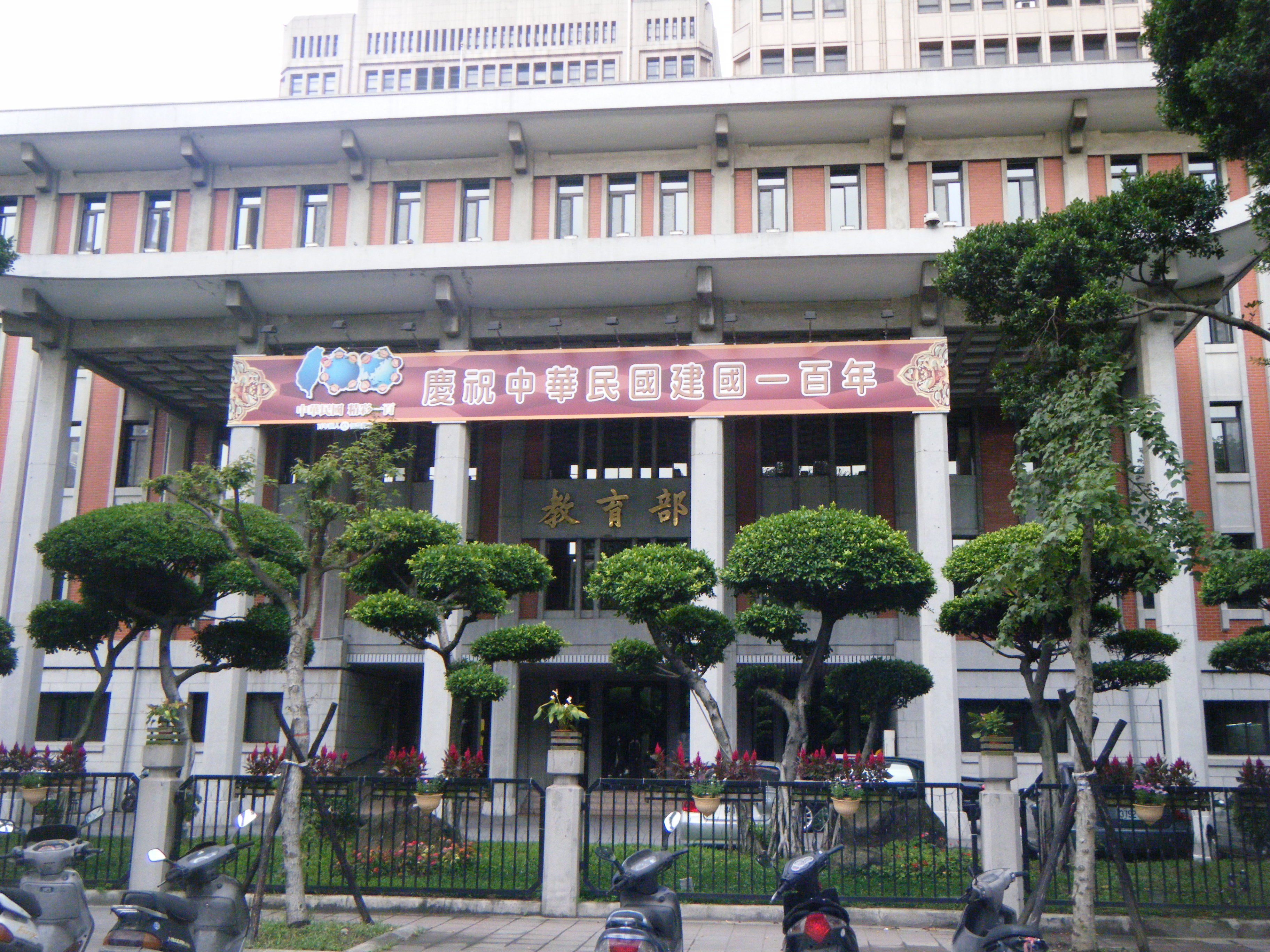
中華民國教育部第一時間表示在2015年6月28日當天，校安中心便獲得輔仁大學的通報。

隨著事件獲得社會關注，性侵案處理過程也陸續得到整理，包括婦女團體、性別平等機制專家等社會各界，開始質疑心理學系自行設立教育輔導工作小組，除了延宕女學生提出性別平等委員會調查的時間長達3個月，也造成女學生與工作小組的關係惡化。而在法律部分，工作小組實際上是在無法源依據下調查，涉嫌違反《性別平等教育法》的標準作業程序，因而遭質疑正當性。其中《性別平等教育法》第21條中，便提到學校內部發生疑似性騷擾、性侵害或性霸凌事件時，必須在24小時內通報；而在《性別平等教育法》第30條中規定，學校接獲通報後，應交由性別平等教育委員會處理，性別平等教育委員會並能成立調查小組調查案件。
對此輔仁大學發表相關聲明，表示被害學生在案件發生後隨即通報警方，校方則依規定召開緊急會議與性別平等委員會，也通報中華民國教育部，並沒有試圖掩蓋案件，當時也表示加害學生已經依照《輔仁大學學生獎懲辦法》懲處後退學。中華民國教育部也證實校安中心在6月28日收到通報，而依照《性別平等教育法》規定，須由學校組成調查小組處理，中華民國教育部不應介入或評論個案，不過當事人可以因學校處理不公而向中華民國教育部申訴。
另一方面，也有觀點認為提出合法性批評、但未逐一核對工作小組實質工作內容，反而直接取消工作小組的正當性。5月31日晚間，輔仁大學心理學系在Facebook上發出聲明，表示將在6月7日召開師生討論會，回應女學生男友在Facebook上的網誌文章。其中希望透過討論會的公開對話，釐清相關事件的各方疑點。不過由於案件仍在司法程序，心理學系為了維護當事人權益，將不回應案件相關細節；主要討論方向為回應系上處理作法引發的爭議，並探討個人隱私與公共議題在網際網路傳播的邊界和矛盾。

### 要求介入

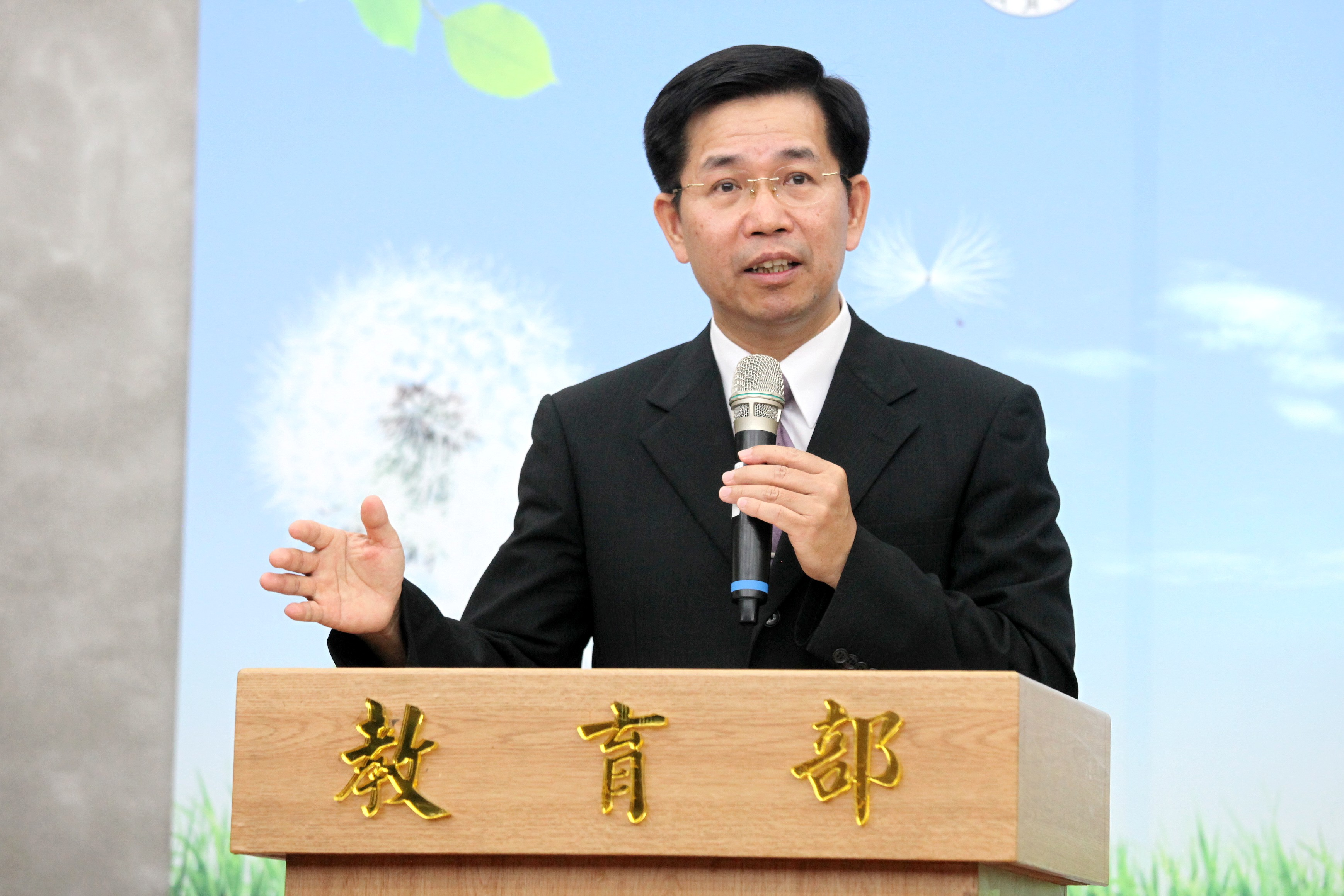
2016年6月2日，中華民國教育部部長潘文忠表示將盡速組成專案調查小組處理輔仁大學一案。

5月30日，台灣婦女團體全國聯合會表示輔仁大學心理學系的作法已經違反《性別平等教育法》；認為根據《性別平等教育法》規定，校園內部發生疑似性侵害案件時，必須在24小時內向學校與當地主管機關通報，且在3日內交由性別平等委員會調查。同時還表示校方或主管機關應告知當事人各種權益和救濟途徑，或轉介至相關機構處理，並依情況提供心理輔導、保護措施等協助，對此認為心理學系為了保護學校名譽，私下成立工作小組、而未通報性別平等委員會。同時批評系上老師與當事人溝通過程，因不當言語和態度造成受害者二度傷害，違反專業也傷害女性被害者權益。對此則要求教育部性別平等教育委員會應立刻調查，釐清校方和系所處理部分的疏失，並依法追究責任；同時也認為中華民國教育部應立刻調查公私立學校的性別平等機制，全面且深化地改進校園性別平等教育等工作。
到了6月2日，民主進步黨籍立法委員吳思瑤則在立法院教育及文化委員會上，表示作為天主教學校的輔仁大學嚴格實行宵禁管理，卻未正面面對真正侵害女性權益的性侵案，並在學校處理上試圖「息事寧人」，要求中華民國教育部介入。中華民國教育部部長潘文忠則表示近來強調通報和後續處理的重要性，承諾將盡速針對輔仁大學個案組成專業調查小組介入，確認相關事情真相。吳思瑤之後指出輔仁大學違反《性別平等教育法》第6條、第9條、第21條和第30條，不但沒有立刻召開性別平等委員會，轉而由心理學系自行成立無法源的教育工作小組調查，具有明顯息事寧人的意圖。同時她批評夏林清與女學生男友的對錯爭論，已經偏離事件核心，不但無法幫助受害學生，也無法推翻輔仁大學違法和處理失當的事實，呼籲夏林清應直接承認錯誤並自行檢討。
夏林清與女學生雙方都陸續有支持者聲援，除了在校園內產生支持夏林清和受害女學生的對立兩派外，雙方亦在網際網路上展開論戰。這時許多學生和網友批評夏林清同時擔任多個角色，而支持夏林清的學生則提出相反觀點。在這之後，事件相關人士、心理學系系所學生也陸續在Facebook上揭露更多細節、書寫文章，希望還原真相。

### 文章回應
事件曝光後，除了在網際網路上引起熱烈討論、並陸續產生龐大的社會輿論壓力，夏林清因而連續發出三份聲明自清。其中5月30日，她批評女方男友的相關指控與事實不符合，表示輔仁大學心理學系是和學校同步啟動處理工作與專案工作小組，強調自己教育立場是將矛盾與衝突性的校園事件，轉為共同學習的題材。她並認為在系所、學校與法律訴訟各自運作下，彼此互動認知必定產生落差，而女學生男友的文章便與自己的記憶有極大差距。對此夏林清還提議由學生代表、當事人和先前工作小組成員共同組成「質疑事件處理委員會」，程序保密且全程錄音與錄影，還原先的事情經過。
在6月1日發表的新聲明中，則駁斥外界對於處理委員會的陰謀論質疑，表明該建議僅是個人初步提議，並開放修正。同時她也表示女學生男友已經接受初步提案，共同組成質疑事件處處委員會。她並表示完全可以理解學生因恐懼、憤怒、無力等情緒，把自己歸咎為重要「肇事者」。但基於向來鼓勵學生覺察並對自身行動結果反思，選擇邀集各方組成委員會來面對實情。同時她也表示最初組成工作小組並未預期到引發爭議，原先也是主動邀集成員共同學習和承擔；她並表示由於長年教導行動科學要求反應實踐，讓她今日也會反思自己的行動結果，並負起責任。
到了6月7日，甫剛從中國大陸出差返國的夏林清發出第三份聲明證明清白，她批評女學生男友在Facebook上的指控，反駁因自己而導致延緩提交性別平等委員會的說法。對此她表示當時學校和系所已經通知當事人，具有申請性別平等委員會調查的權利，但仍被指控主導心理學系成立工作小組，並為避免醜聞傳開，而誤導學生不要申請性別平等委員會。夏林清為了回應女學生男友的指控，公布系所在事發後的一系列工作時間表。但另一方面，與女學生有交集的學姊則在Facebook上發表文章，表示自己身為感謝夏林清的學生，卻受到夏林清和人民民主陣線成員的壓力，同時不滿心理學系傳出女學生為一夜情的說法。

## 記者會

### 合法性問題
6月7日上午，夏林清趁著心理學系於當天舉行師生討論會，以個人名義先在台灣大學校友會館召開「夏林清還原真相記者會」，獲得心理學系系友周佳君及其學生支持。雖然心理學系工作小組成員並未參與記者會，但與她相關的人民民主陣線則有成員參加。夏林清在記者會上公布事件發生後，輔仁大學校方和心理學系主導成立的教育工作小組處理性侵案的過程，反駁網際網路上關於掩蓋案情和控制言論的指控，強調處理流程全部合法、且認為應調查事件真相。
對於社會爭論《性別平等教育法》規範和輔仁大學做法部分，特別是輔仁大學心理學系在事件發生後組成教育工作小組的合法性，夏林清在記者會上提到工作小組與性別平等委員會、司法機制間，多軌進行而不矛盾。除了法定義務規範的司法通報與性別平等委員會外，心理學系另外組成的教育工作小組，則是新增的第三種學校處理機制，學校一開始便明白告知女學生性別平等委員會的權益，也已進入驗傷、通報警方等司法程序。在3個月過程中，她認為並沒有專權獨斷或試圖掩蓋案情，也沒有延緩案件送交性別平等委員會。
夏林清表示是以心理學系教師身份參與教育工作小組，共同推動處理進程。她表示自己事發後前2週都在國外，工作小組主要是何東洪推動；同時她在2年後便會退休，這起事件跟她也沒有利害關係，院長職權也不包括系主任負責的系所決策和學生事件處理，因此無個人利益動機，試圖延宕性別平等委員會運作、乃至於壓制案情進展。同時她表示並未主導心理學系寄送電子郵件給學生，並將在師生討論會上公開工作紀錄。

### 言論問題
在記者會上，夏林清表示女學生提出道歉是對自己、男友和父母真誠的回應，認為此舉極為不容易；並表示能理解女學生男友因個人角色，在事件發生後必然感到憤怒，但她指出不應將傷痛與憤怒轉為不實虛構故事，更不該把它視為受壓迫的正義意見，且認為相關指控的證據薄弱、未經考察或誤植脈絡。她也澄清雖然有提到事發當時學生們喝酒狀況，但未在工作小組開會時指稱女學生為「酒後亂性」，而是在開放討論學生的學校娛樂時，酒後發生的各種習慣和情況，並非針對女學生等特定對象。
對於要求女學生不應處於受害者立場，夏林清表示依照性別平等委員會或法律程序，只會出現加害者與受害者的位置，許多複雜的事件關係遭到壓縮而無法處理。由於當事人雙方並非陌生人、而是學姊與學弟關係，再加上事件有多名學生涉入，才站在教師立場而希望工作小組輔導學生，也否認曾表示案件將壓垮輔仁大學心理學系。她也批評女學生男友在公共領域發表編改後的不實文章，表示雖然自身不反對攻擊「惡質權威」，但該篇內容不實的文章錯誤地將她塑造成權威壓迫者，帶動臺灣社會對於「惡質權威」的憤怒，導致其因錯誤言論而面臨網際網路惡意批評和攻擊。
對此夏林清表示自己長期參與社會運動，藉由反抗威權體制以真正落實民主政治，因而時時注意不讓自己宰制別人，反抗權威的抗爭行動也不會羅織對方罪名。她也提到儘管自己在臺灣白色恐怖時期成長，但原本對於白色恐怖的恐懼，經過社會運動實踐而逐步變化，並認為人們應學習面對方法。隨後輔仁大學校方則表示，夏林清是以個人名義召開記者會，言論不代表學校立場。

## 討論會

### 討論方向
6月7日，輔仁大學心理學系邀請全系老師和學生共同召開「師生討論會」，除了回應女學生男友在Facebook發文批評夏林清的處理方式，並希望透過公開對話和討論，說明處理程序與釐清各方疑點。不過心理學系考量事件仍處於司法程序，為了維護當事人相關權益，未回應新聞媒體有關事件的細部內容，最後僅發布聲明。擔任主辦人的何東洪也邀請女學生及其男友參加討論會，夏林清先前也曾在記者會上公開向女學生男友喊話，表示希望雙方能在系上座談會對話，藉由相關資料釐清文章中所有不實指控，並予以道歉和負起責任，但她表示不會採取法律行動，學校則表示不會強制發文學生前往現場參與討論。
到了晚上6時，包括何東洪、夏林清、女學生和男友、工作小組等200多名教師和學生共同參與長達9個半小時的師生討論會，持續至近隔天凌晨1時。會議上，案件當事人與其男友也和夏林清與其他工作小組成員對話。心理學系在會議過程並未直接說明事件經過，而是讓在會場的當事人與其他教師與學生，直接實質討論工作小組成立和後續工作過程。不同於社會關注工作小組的合法性問題，討論會主要處理議題為核對夏林清和數名當事人在2015年7月13日的對話，及針對寄送電子郵件追究責任、釐清工作小組內部決策方式、及因應系上對外壓力等。討論會場曾提議直接播出，最終遭到否決；不過仍有參與人員用行動電話私下拍攝過程，之後上傳至網際網路。
在討論一開始，女學生和其男友仍有高度動力想與夏林清核對，希望確認7月13日的發生經過。其中女學生男友便認為確認事情真相不只涉及性侵案件，也關係到過去4年受夏林清教育而相信的理論和方法。但由於討論人數眾多，發言人也經常在不同主題間跳躍，使得議題難以聚焦。其中在討論會前半部分，教師和學生間有著非常熱烈對話，數名研究生聯合共同提問，要求釐清寄發電子郵件的負責人與緣由。而針對7月13日的對話內容，雖然參與會議的成員希望能對說法細節逐一核對，但只能數度概括表述記憶內容，雙方各自提出自身說法後，未能對細節逐一確認核對。
由於人民民主陣線資深組織者多是輔仁大學心理學系畢業生或兼任講師，也與心理學系有著共同利害關係，包括何燕堂、王芳萍、龔尤倩、周佳君、李燕等人全都出席討論會。人民民主陣線成員在討論會上的發言，主要在於反駁或質疑兩名學生對於夏林清的指控，之後則集中關注輔仁大學心理學系集體面對外界壓力。其中由於女學生男友在文章中質疑夏林清主導工作小組，在其他工作小組成員澄清採行共識決後，王芳萍首先質疑夏林清掌控系上行政機器的說法，周佳君則質問女學生男友如何面對自己指控。何燕堂則強調當由何東洪下達決策，學生卻轉而指控夏林清時，必須釐清所負擔的責任。

### 要求負責
隨後討論會上數度出現各種檢討、反駁與質疑，也讓與會的女學生和男友遭到擁護夏林清的學生公開檢討，乃至於引起女學生數度哭泣和情緒崩潰，而男友也陳述自7月13日和夏林清談話後無法睡眠、讀書等受壓情緒情況。由於事件已獲得許多新聞媒體關注，輔仁大學心理學系也承受極大外部壓力，這讓後續質疑主要集中要求當事學生為外界壓力負責。王芳萍表示學生在網際網路上指控夏林清實行「白色恐怖」的說法，讓心理學系和夏林清遭外界批評。對此她認為當事人在事件中受到的傷害、及工作小組造成的二度傷害，本來能持續透過內部對話求證，但女學生男友讓事件轉為公共議題、並引起網路公審，不合比例地使夏林清成為批評目標。面對女學生男友的回應，何燕堂則質疑受害者也應當釐清事實，不該在缺乏證據下，因認定工作小組和夏林清犯下錯誤而傷害後者。
夏林清數度總結意見後，主動提議設計三點共同對外方向，包括解釋工作小組承接事件緣由、調查7月13日等經驗分歧、釐清每個人痛苦與傷害。夏林清並強調三個方向將共同處理，藉由持續對話強化彼此關係。不過女學生則認為不斷強調心理學系承受的對外壓力，使她認為將系所集體利益放在個人感受上，因而感到不舒服。隨後李燕首先要求工作小組對寄發電子郵件直接道歉，並要求夏林清面對當事人在現場的感受，最後表示女學生男友學生要為自己損害系上利益負責。
在釐清寄信決策的產生方式後，討論會討論轉而集中在電子郵件是否在系上造成「白色恐怖」。其中收到電子郵件的參與學生，則提出感到壓力或文字中性等說法。原本系上學生建議能另外邀集討論收信經驗與落差，再追究工作小組責任。不過李燕主張不需談論學生收信經驗，只要學生感到壓迫，工作小組就應直接道歉，很快便由前召集人何東洪代表工作小組，向系上師生與當事人鞠躬道歉。之後夏林清則表示由於過去在團體中長期扮演的角色，因此在討論過程中出面總結。同時她表示並非個人、而是自己角色功能壓制女學生，並對自己總結讓當事人感到被集體利益壓制而道歉。
之後夏林清詢問女學生是否同意說法，後者則表達可以同意夏林清不必道歉。李燕隨後表示這即為7月13日當天的狀況重現，認為夏林清作為心理學系教師並任教30年，因而在該位置上做出對心理學系處境焦慮的發言。之後詢問女學生如果同意夏林清不必因當下討論會的團體角色功能道歉，也應沿用同個角度，思考7月13日的狀況；進而理解夏林清在7月13日的發言，也是因自身角色而擔憂系上處境。對此女學生男友僅回應不關心夏林清是否道歉，而更在意雙方於7月13日對話的核實結果，並認為討論會場的壓力不如7月13日的傷害。

### 部分共識
李燕之後重新要求女學生男友負起責任，強調自己的利益因為事件而被捲入。王芳萍隨後表示夏林清也是受害者，在過去1個禮拜來仍承受痛苦，但在討論會上無法說出，且持續扮演團體角色功能。這使得後續討論現場，確立平行且不互斥的「兩組受害者」說法，其中女學生和男友是因性侵案而受傷害者，夏林清則是因系上角色而對外承受壓力則者，對此王芳萍表示關注後者不表示取消前者。針對7月13日的事實討論，夏林清曾一度提議持續進行會議，但由於女學生男友表示體力不能負荷，討論會確定轉移他日，以核對7月13日的過程，女學生男友僅堅持該次討論會也必須採取公開形式進行。
在討論會確認性侵案件部分等待下次會議召開後，後面討論則著重在系所對外回應、及女學生男友貼文誤導批評夏林清等問題，人民民主陣線成員開始要求女學生男友以各種方式，對外重新修正先前批評夏林清的貼文、及可能出現的錯誤。王芳萍要求女學生男友說明是否願意收回誤導社會認為夏林清為主謀的說法，並討論相關公開形式，龔尤倩也追問能否立即針對社會效應發表言論。有關捍衛輔仁大學心理學系和夏林清個人清白等後續討論，成為促成共同擬定聲明的結論緣由。但在缺乏實質共識內容下，一開始確立的共識僅有必須共同發表聲明。6月8日凌晨，討論會現場的教師、學生和當事人共同擬定2份聲明稿方案，並逐字和逐句修訂。
不過由於尚未核對釐清7月13日的爭議，當事人僅願參與共同發布的第一份聲明，而未同意系上共同對外的結論，因而在第二份聲明中僅有系上教師和學生聲明。而聲明中確立的實質共識，也只有女學生男友對於先前批評寄送電子郵件為「白色恐怖」，同意該次事件為工作小組執行、並非夏林清主導，願意撤回該部分對於夏林清個人的指控。不過夏林清、兩位當事人和在場教師與學生皆同意另外約定時間，至少以同樣開放輔仁大學心理學系教師和學生參與的方式，主要針對尚未核對完全的7月13日事情經過和分歧部分公開討論。心理學系在討論會上也有全程錄影與錄音，事後學生則依錄音檔內容，整理出長達105,000字逐字稿，並在心理學系網站上完整公開。

## 爭論

### 釐清真相
夏林清先前也曾呼籲婦女權益團體應多加瞭解真相，而非急於發表言論。不過對於其召開記者會批評學生利用網路霸凌，台灣少年權益與福利促進聯盟秘書長葉大華則認為事件已進入司法程序，應當等待法院調查審理，校方不該再對外發表主觀意見，否則會對當事人造成二次傷害。他並批評夏林清大動作召開記者會，甚至要求女學生和男友出席公聽會，在師生權力不對等下可能導致女學生受到二度傷害。同時台灣少年權益與福利促進聯盟也呼籲中華民國教育部應盡快對性侵案籌組專案小組，配合司法調查，藉由正當程序還給當事人公平正義。而部分輔仁大學學生也認為校方當初應當積極處理，而不是只設想「冷處理」應對。
但由於女學生男友在5月29日針對性侵案的聲明，同時提及數名相關人，並質疑參與此事的其他成員和性侵嫌犯或夏林清的關係，部分相關人也出面表示不同意女學生男友的說法，認為其文章陳述並不符合事實。其中女學生男友指控一名蔡姓學生在案發後和嫌犯串供，後者在《回應朱同學文章對我個人之敘述》一文加以反駁，並取得兩位和他同行的學生錄製的錄音檔。對此該名學生表示事件發生後，他選擇取得更多加害人王凱民的證據以確定事實，而女學生男友在文章中斷章取義。夏林清的女兒鄭小塔則不滿女學生男友在文章中，將她視為試圖耽誤筆錄製作者，並稱其試圖引導交由心理學系處理案件。鄭小塔回應此舉措是與蔡姓學生連繫後的決定，並非受到夏林清指揮。在這期間，女學生也數度回應並闡釋個人看法與情緒，但表明不願意公開與夏林清的私下信件往來。儘管鄭小塔等相關當事人陸續提出不同於女學生和其男友的說法，但並未獲得女學生和其男友的後續回應。
而與被害女學生和男友認識的兩名輔仁大學心理學系學生，則在2016年7月11日在Facebook上架設「平台主辦方」專頁，希望能作為第三方討論平台，促成女學生與其男友和夏林清對話，進而釐清事件經過，但始終未產生定論。之後雙方仍多次在網際網路上互相批評，女學生男友進一步質疑夏林清在2015年7月13日與被害人談話，目的便是企圖掩蓋案情；夏林清則因學生雙方間的意見不和諧，認定女學生及其男友善於捏造事實。而在8月14日，夏林清於Facebook上公布女學生私下向她道歉的信件，引起女學生不滿。到了8月22日，「平台主辦方」宣布夏林清與女學生和其男友的三方協商破局，並自行公布協商過程。

### 解除職務

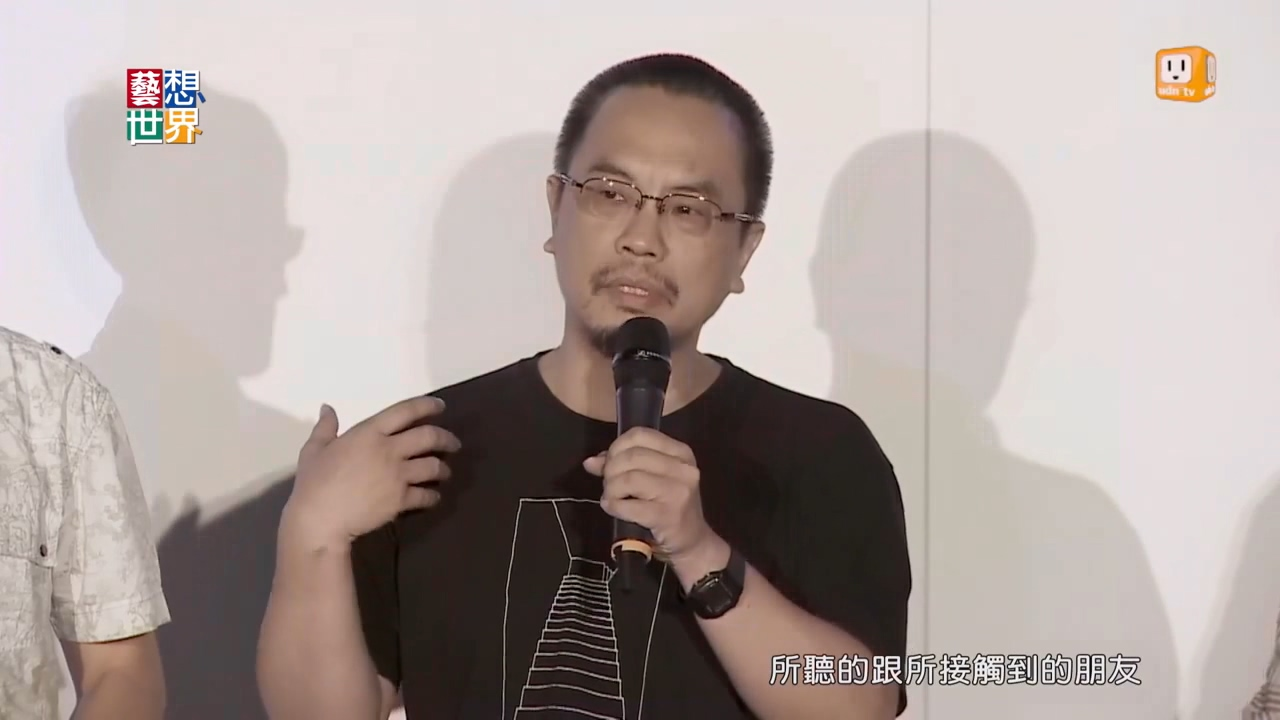
受到事件影響，輔仁大學決定何東洪免兼心理學系主任。

早在6月17日，輔仁大學便向中華民國教育部坦承處理過程出現疏失，包括學校在第一時間未能積極啟動性別平等程序，及對於性侵案發生知情、但卻未能及時督導疏失。輔仁大學性別平等委員會亦認定心理學系自行組成教育輔導工作小組，已逾越性別平等委員會的職權，形式上違反《性別平等教育法》第21條第3項指出的「學校或主管機關處理校園性侵害、性騷擾或性霸凌事件，應將該事件交由所設之性別平等教育委員會調查處理」。同時認為教育輔導工作小組的訪談紀錄因涉及事實認定，應當交由性別平等委員會調查。
6月23日，婦女新知基金會、台灣性別平等教育協會發表聯合聲明，要求輔仁大學應參考《性別平等教育法》精神與法條內容，積極主動介入，並展開各類宣導與教育，避免系所和師生影響當事人權益、或有不當與刺激性言論。同時也呼籲中華民國教育部不應只調查輔仁大學的處理作為，而要依《性別平等教育法》的規範，全面檢討校園相關事件的處理機制和實務問題，提供各校明確的行政指導方針與修正措施。同時也認為中華民國教育部應加強性別平等教育的教材推廣，強化各校師生和性別平等委員會的教育訓練，消除各校性別迷思、性別歧視，逐步建構性別友善環境，也減少校園性侵害、性騷擾等不當耳語或權力關係，反而造成當事人二度傷害。
6月24日，輔仁大學發出人事異動公告，指出心理學系副教授何東洪即日起免兼心理學系主任，職務暫時由心理學系副教授邱倚璿代理，但公文中並未提及免職原因。對此輔仁大學學術副校長袁正泰表示心理學系在性侵案件發生後，違反《性別平等教育法》而自行組成工作小組，因此懲處工作小組召集人何東洪。何東洪則發表聲明，表示對於輔仁大學的懲處能夠理解，但對於懲處結果僅引用《性別平等教育法》，而未具體列出違反事項感到遺憾。他除了重申工作小組積極介入的初衷外，並認為工作小組實際上僅逾越《性別平等教育法》規定，而該法案認定涉案系所的教師職責僅限於通報部分。不過他也對於僅獲得不理想、甚至可能失敗的結果，及未能承擔事件相關人的傷痛，導致社會負面評價道歉。

### 社團爭論
對於何東洪遭解除心理學系主任，夏林清在Facebook上批評校內尚未正式公佈人事異動命令前，人事公告便在個人Facebook上流傳；同時對於何東洪遭免職的決議感到遺憾，呼籲校方重新考量。之後與夏林清有所關聯的人民民主陣線、日日春關懷互助協會等團體，開始在日常生活和網際網路上，發起一系列支持夏林清的行動，包括召開記者會自清、要求女學生男友出席民主對話、新聞媒體回應等，更和勵馨社會福利事業基金會等關注女性權益的社會福利機構產生衝突。而與其他團體辯論的舉動，則引起網友不滿並揚言抵制，認為相關團體藉由各式事件來維護夏林清立場。
特別是在7月13日，勵馨社會福利事業基金會召開記者會表示，輔仁大學性侵案在5月底於Facebook上披露後，引起輿論熱烈討論，然而夏林清、人民民主陣線等利害關係人多次發言都忽略學生傷痛；呼籲社會傾聽被害者心聲與撫慰其傷痛，重新回歸司法調查。勵馨社會福利事業基金會執行長紀惠容表示，部分師長不斷在新聞媒體撇清發言，忽略被害人聲音；認為應該理解被害人需求。接到許多師生陳情的律師賴芳玉認為，事件引起包括被害者申訴的環境是否安全、平等、不公開等關注，輔仁大學心理學系自行在未有法源依據下組成工作小組，且以教育輔導和公開對話等名義調查，可能因群體結構不對等而引發寒蟬效應，因而需檢討作法適當性。
台灣少年權益與福利促進聯盟秘書長葉大華在記者會上，也批評工作小組不符合程序正義；強調應關心被害人最佳利益，並從司法制度給予當事人必要的程序正義，呼籲中華民國教育部明確釐清制度問題、並深入檢討《性別平等教育法》不足部分。不過遭指控在性侵案息事寧人的鄭小塔，則在記者會上指出，應分成兩個層次，包括被害人需獲得關注、不實指控也應得到澄清；鄭小塔同時表示在這段時間，夏林清和她受到種種不實指控，甚至有人在網際網路上批評她支持強暴犯。人民民主陣線之後也批評，該次記者會原本主題是針對《性別平等教育法》實施13年後的總檢討，但採訪通知則批評輔仁大學心理學系、夏林清和人民民主陣線，並在成員到場試圖理解與對話而未有結果。

## 道歉

### 後續處理
對於在調查處理程序中，輔仁大學心理學系自行運作的教育輔導小組在過程中造成受害學生二度傷害，且進而引起網友爭論，輔仁大學將相關部分視為性侵案的延伸案件。同時針對有關學校同意系所自行對當事人教育輔導等問題，在7月30日交由3位外聘專家和學者委員組成調查小組。與此同時，中華民國教育部組成的調查小組也針對案件介入調查。8月15日，中華民國教育部性別平等教育委員會召開專案會議，審查輔仁大學心理學系性侵案，認定該系在處理此事件時違反《性別平等教育法》。
其中中華民國教育部認為依照規定，此案原本應由輔仁大學組成性別平等委員會或調查小組處理，輔仁大學卻由心理學系自行成立輔導小組；且調查和輔導為兩種同等重要的不同方向，依法應分開成立調查小組與輔導小組，但輔仁大學僅成立單一小組。9月12日，中華民國教育部發出公文給輔仁大學，提及處理方式違反《性別平等教育法》，要求限期提出改善計畫，且最慢在10月31日提報。中華民國教育部亦將輔仁大學性侵案列管，持續督導改善工作；且性別平等教育委員會能為要求改善，決議扣減補助款項。不過由於2016年年度的補助款已經結案，受影響者將是輔仁大學2017年年度預算。

### 學生道歉
9月21日，女學生在Facebook上發文，表示自己要向夏林清、輔仁大學心理學系、工作小組成員等相關人道歉。文章提到這次性侵案影響許多人，並指出無論她如何解釋，都不能迴避對其他人造成的惡意與後果。文章最初便對夏林清致歉，她澄清夏林清並沒有隱匿案情，且她要為其因社會輿論效應受到的諸多指控表示歉意，並希望社會大眾停止對夏林清的不公正批評與攻擊；她也對連帶被汙衊的輔仁大學心理學系教師和學生道歉，認為每個人原先能繼續維持良好社會關係。這篇文章發表後不久，隨即獲得大批網友轉載和留言，但也促成各式各樣的意見陸續提出。
隨著事件發展成女學生出面道歉，許多人心疼女學生發言，並質疑為何是由被害人公開道歉。許多聲援女學生的網友更質疑案情發展，批評夏林清與輔仁大學不負責任的處置作為；亦有意見認為，女學生是在權力不對等情況下決定道歉，質疑夏林清涉嫌施壓、或認為夏林清必須負起責任。而包括藤井樹、苗博雅、王丹、人渣文本、賴品妤、陳致豪等人都發表文章聲援女學生，並批評學校和系所的作法。國立中正大學客座教授王丹便於Facebook粉絲專頁發表看法，其中對於遭受害女生寫出道歉信感到難過，認為其所面臨的是龐大壓力，而夏林清應該就處理方式導致受害者道歉的結果致歉。
另外作家藤井樹批評夏林清發文未從女性觀點出發，律師呂秋遠則提出10項論點，並認為夏林清過於冷酷。立法院助理苗博雅則質疑夏林清願意維護自己名譽和情感，卻無視適法性與專業倫理；評論文章立刻被廣為分享。輔仁大學哲學系兼任助理教授人渣文本則在Facebook專頁節錄6月文章，認為夏林清從事個人崇拜。東吳大學社會學系專任副教授張君玫則在Facebook上表示，不滿系所逕自認為受害者應遠離傷痛、甚至要求受害者必須接受校園的意見。另一方面，部分支持輔仁大學和夏林清的學生、網友與「平台主辦方」，則認為女學生是因先前為男友不實文章背書，而肯定其向教授道歉；或要求當初發表文章的男友不該只讓女友獨自道歉，同樣應出面公開道歉。「平台主辦方」更表示希望女學生能清楚說明工作小組的實質幫助內容，翻轉原本文章對輔仁大學心理學系造成的汙衊和傷害，但反遭其他網友批評。

### 回應道歉
網際網路上很快便因出面道歉而產生相反意見，聲援女學生的民眾和網友不滿最終是由其道歉，除了發表大量批評言論外，也在Facebook上成立「對不起，我就是站在受害者的位子上」活動，計畫發動學生靜坐行動。主辦人表示希望藉此表達對輔仁大學處理和夏林清態度的不滿，並強調行動與被害者完全無關，而純粹不滿加害者，批評不該由被害者道歉、並讓身處高位的加害者欺壓被害者。9月22日，20多名不滿事件導致女學生出面道歉的輔仁大學學生、校友、校外人士，聚集在校園開啟對話平台，雖然過程曾有所爭辯，但未爆發嚴重衝突。網路書店《TAAZE讀冊生活》也對此事設立推薦書區「【夏夕夏景】站在受害者的位子上」，書單包括多本性別平等意識議題的相關書籍。
對於此事，夏林清則認為是許多學生在4個月間陸續提出文章和資料，使得女學生在Facebook上決定回應男友在5月29日發表的短文，向當時許多輔仁大學心理學系工作小組和自己的不實誣陷道歉，並為代替男友撰寫的文章背書出面聲明。夏林清一開始樂觀看待女學生選擇出面道歉，認為女學生清楚面對錯誤，未預料將引起更大反應。9月22日下午，夏林清於Facebook上分享女學生致歉貼文，回應其中的內容，並批評各界和網友指責，表示無法接受性侵受害者被迫道歉的說法。她指稱先前女學生與男友因內在關係無法解決的痛苦，由於找不到解決方法，使得男友向外轉移而於5月底發表文章，以扭曲不實的指控傷害工作小組、自己和心理學系。對此她認為在4個月後，女學生終於願意認清不當作為，決定向因男友發布文章而受傷的對象道歉。
但這般言論引起各界議論，質疑她私下設立工作小組，並針對被害者發表無理話語；也批評夏林清在性侵案發生至成立工作小組的1年間，不但未有任何成果，反而讓被害者必須向外求援。夏林清則強調女學生為自願道歉，同時發言身分也遭人錯置或未經查證，誤解成被害人以性侵受害者身分撰寫文章；且批評許多網友在不理解的情況下，不願正視藉由道歉結束誣陷行為的必要性，逕自以自己想法否定或扭曲女學生的認錯和道歉，甚至勸告不應道歉。對此她批評網友試圖發起網路公審，表示應先連絡女學生、或在網際網路上公開詢問事實，呼籲各界不應扭曲原意，摧毀原本道歉的和解效果，且持續主張女學生被迫道歉者也必須承擔責任。夏林清還特別提及王丹、苗博雅、楊雅喆、王奕凱、黃麗玲等人應該認清真相，認為不應憑藉名人效應傷害女學生，對此王丹則在Facebook上表示應容納社會各種意見。
除了出現許支持和聲援女學生的意見外，網際網路上也傳出涉嫌加害而被退學的男學生，實際上已經回到校園，並質疑該名學生涉及性侵案件卻能遊走校園，可能造成輔仁大學女學生的安全疑慮。對此輔仁大學證實此事，並重申自案件發生後，便要求系所持續對涉案學生關懷和輔導；且由於該名學生在法律上尚未定罪，因此不會做出額外管束作為，但也表示已經加速退學處分的申訴案。由於社會各界將整起性侵案焦點放在女學生和夏林清身上，也有許多網友針對王姓學生進行人肉搜尋，並指出其為建商兒子、且和夏林清關係良好，批評擁有雄厚背景保護。

### 兩項決議
由於被害人和相關當事人在網際網路上發表道歉文章與相關言論，再度引起網際網路輿論的討論，輔仁大學在9月22日緊急召開性別平等委員會，最後做出兩項決議。包括決議交由外聘成員組成調查小組，教師、學生、系所工作小組等該案相關成員，不得以書面、言語或網際網路等形式干擾或報復被害人，避免造成二度傷害，違反的學生和教師分別移送「學生獎懲委員會」與「教師評議委員會」議處；同時考量夏林清因處理程序不當而成為接受調查對象，考量院長職權將違反事件調查的行政中立原則，建議學校依照《性別教育平等法》第25條相關規定，暫時停止夏林清的社會科學院院長行政職務，以利相關調查，之後輔仁大學校長江漢聲同意採納性別平等委員會建議。學校並認為夏林清的言行多次傷害女學生，希望藉有此次裁處避免持續造成被害人傷害，並於隔天中午由副校長透過越洋電話告知夏林清裁決結果，並對未事先知會表示抱歉。
夏林清在第一時間對於遭輔仁大學暫時停權表示訝異，認為若是基於平息社會風波、而不願參考近日資料便做出決議，則無法接受校方處理方式。對此中華民國教育部學生事務及特殊教育司司長鄭乃文則表示，輔仁大學暫停夏林清院長職務的決議與中華民國教育部無關，且基於大學自主方向，當前後者也不方便介入。他並表示學校應熟知《性別平等教育法》處理過程，但輔仁大學未按照規定執行，因此中華民國教育部將指導學校有關《性別平等教育法》程序及應有處理方式。而考量案件已進入司法程序，中華民國教育部基於保護受害者，呼籲各界對於被害人要持有同理心，節制網際網路上的過度討論以避免二度傷害。不過在同日，中華民國教育部也發函給輔仁大學，認定在輔仁大學性侵案件中存在6項違反《性別平等教育法》的疏失。
而在9月23日凌晨，夏林清則將先前發表的文章刪除，並重新發文，表示自己已成為網際網路言論的集體攻擊對象。對此她認為社會過度關注女學生的性侵受害者身分，忽略文章主要表達的道歉涵義，扭曲兩種不同身分；同時她表示自己不接受被害女學生以「性侵受害人」身分道歉，而是作為5月29日不實文章的背書者。並強調3個多月來，都是要求女學生和其男友，為5月底在Facebook上發表的不實指控負責，且對被傷害的人正式公開道歉。她也批評網友不理性地強行代言和自行解讀，將受害女學生塑造成「被道歉的形象」，認定被害者是非自願情況下下撰寫道歉信。

### 記者會說明
9月23日下午1時，輔仁大學學術副校長袁正泰等校方代表舉行記者會，表示校方對於事件受到社會高度質疑和關注感到遺憾，並持續關心已畢業的被害人。袁正泰表示輔仁大學在性侵案後第一時間，並未主動接觸受害女學生；且直到2015年9月女學生提出性別平等調查申請後，校方才啟動調查機制。輔仁大學法律學院副院長、性別平等委員會顧問吳志光則說明，同時他表示輔仁大學確實犯下督導不周、未立即糾正等錯誤，也提前提報給中華民國教育部，並未切割責任。
在校方代表記者會進行過程中，約有10名不滿校方決定停職夏林清的心理學系教師和學生，突然進入會場抗議，並懸掛「抗議輔大、輿論辦案、是非不分」布條，記者會因而一度暫停。抗議人士表示校方最初並未對受性侵害學生接受系所教育輔導表達意見，直到被指責存在疏失後才跟隨輿論而提出系所教育輔導小組為檢討對象。教育輔導小組成員亦認為，小組成立目的和形式並非調查性質，而是透過輔導重建事件相關學生的主觀認知；也批評性別平等委員會未公開作為，校方在接受中華民國教育部調查時也未通知系所成員。吳志光對此則是解釋，中華民國教育部的調查僅通知校長進行相關說明，並已交由外聘委員進一步釐清系所自行成立調查小組一事。
抗議人士並認為，校方為快速平息社會輿論，儘管身為掌握整起案件的第一線教育機關，卻在未經審理或調查下遵循輿論，無視已陸續公開的事實真相，先行壓制需釐清的事實，並做出夏林清停職的粗糙處置。抗議人士還批評，校方不僅未提供性別平等委員會的處理過程，後續調查工作也採黑箱作業，在無法源依據下決議將夏林清暫時停權，甚至基於校園自治、學生主體等原則，反對學生參與公開事件的公共參與和討論；因此學生認為校方在事件處理的過程無序，且不滿學校威嚇教師和學生的言論自由，要求校方公開說明。對於學生要求校方暫停夏林清擔任院長職權的法源依據，校方強調原本便擁有裁處權限。不過抗議人士之後表示，若校方執意暫停夏林清院長職權，將無限期在校園靜坐抗議。

## 發言

### 各界關注
儘管輔仁大學下令相關人士不得談論案情，夏林清在9月23日中午於Facebook上張貼照片，並在晚間撰寫近900字文章。她表示外界都認為女學生是受迫而道歉，卻未經過查證，並認為真相與答案在女學生身上；同時她再度提及王丹、呂秋遠、馮光遠、張娟芬、楊翠、樹黨、苗博雅等人，認為公眾人物和網友對她的指控毫無證據，新聞媒體和網友應詢問女學生以釐清真相。在接受《蘋果日報》電話訪問時，她表示充分理解網際網路世界的扭曲、錯置和霸凌現象，從中獲知許多因網路霸凌而自殺的案件，並因過去從會運動的經驗讓她能擋住網路霸凌的壓力。她認為外界未看見女學生的兩種身分，而像呂秋遠、王丹等發言對社會有影響力者，更應清楚求證事件經過、並尊重女學生行為。對此她提到往後將投入網路霸凌研究，發起「反對網路霸凌、反對網路世界如叢林」運動，促進網際網路世界更有秩序和倫理，讓人知道其必須為自己行動後果負責。
夏林清的丈夫鄭村棋在接受訪問時，雖然未直接以夏林清立場發言，但表示當前社會不聆聽夏林清說法，且認為女學生說法的可信度仍有待商榷。同時，監察院監察委員高鳳仙決定申請自動調查，多層次檢查以詳細瞭解輔仁大學、教育、社政等機關處理案件的缺失，並釐清過程有無造成被害人二度傷害。其中包括研究輔仁大學在事件發生後的依法通報、工作小組的調查方式、及受害者是否遭強迫道歉等問題，並調查中華民國教育部介入處理、教育機關督導私立學校性侵案、教育和社政機關心理輔導、相關法律規定修改必要性等部分。另一方面，精神科醫生潘建志則在Facebook上支持停職夏林清的決定，批評輔仁大學心理學系對於女學生的作為；他亦表示《性別平等教育法》通過後，明確規範被害者保護機制，任何學派都不能無視法律規範。
9月23日晚間，著名駭客組織匿名者台灣分部則於Facebook上表示，若輔仁大學未向受害者道歉，將公布輔仁大學所有系統與教職人員的個人資料，並癱瘓網際網路系統。部分網友對於該訴求予以支持，但亦有批評認為行為屬於非法正義。之後匿名者香港分部表示將響應行動，協助台灣分部共同攻擊輔仁大學伺服器。隨後匿名者香港分部在Facebook上宣稱為警告輔仁大學完善處理此事，已對輔仁大學發動第一波攻擊，造成網站首頁等網頁癱瘓。匿名者香港分部並提出最後通牒，表示將發動第二波攻擊並攻擊輔仁大學伺服器，且聯合所有國家的匿名者成員攻擊電網設施系統。

### 校長公開信
面對被害學生公開發表文章道歉而引起社會關注和輿論討論，及學校暫時停止夏林清院長職務而造成部分老師和學生反彈，輔仁大學校長江漢聲在9月25日凌晨發表公開道歉信，也是他首次針對輔仁大學心理學系的性侵事件發表公開聲明。他在公開信中代表學校向女學生表達歉意，指出學校未有效保護性侵案受害人，使其承受許多不必要的二度傷害，有必要代表學校表示痛心、遺憾和最深歉意。
江漢聲並提到學校處理此事的態度，則與心理學系和夏林清的立場並不一致，包括認為心理學系另外組成成體制外的工作小組，確實違反《性別平等教育法》；而隨著事件進入司法階段，心理學系不應就議題進行爭辯，以確保調查公正性和當事人人權。同時認為已暫停院長職務的夏林清，仍不斷回顧和批評事件，且與社會人士爭辯的作法不妥。針對夏林清近日的發言，江漢聲表示為確保調查公正性和當事人人權，希望老師與學生不再評論當事人或相關人。
而對於外界質疑輔仁大學基於輿論壓力而決定將夏林清停職，江漢聲則表示由於夏林清是著名學者，受害學生則相對弱勢，而時任院長的夏林清對事件的批判也與學校院長有所關聯，因此將她停職也證實學校立場是保護學生。然而對於他表示學校多次透過心理學系都無法直接聯絡到受害人，則遭到不少網友批評消極並推卸責任。而夏林清對此則表示，先前已向新聞媒體提供許多陳述，但由於事情相當複雜，認為這樣斷續回顧反而讓大眾媒體消費事件，不願向重提已陳述過的事情。她並表示由於近期忙碌，無法詳細閱讀江漢聲的公開道歉信。
之後夏林清表示7月以來在Facebook上的辯駁發言，皆是針對5月29日受害者男友在Facebook張貼文章後，因為文章不當指控所引起的網路霸凌言論。她指出面對未經求證的不實批評，自己有權透過網際網路發言，以捍衛自身與工作小組並釐清真相。同時對於江漢聲以方式不宜為由、決定對自己做出停職處分，她表示如果不持續發言就無法釐清真相，並認為學校應在受害者張貼文章的第一時間介入處理，便不會引起後續的網際網路效應。而基於當事人隱私，她自己則不便對性侵案件進入司法程序有所評論。與此同時，受害女學生也透過Facebook婉拒新聞媒體的訪問請求。

### 討論會影片
不過夏林清亦批評輔仁大學黑箱作業，未能完整告知心理學系有關教育部調查報告的內容。對此吳志光則回應校方將再度召開性別平等委員會專案會議，邀集夏林清、何東洪等相關人討論報告內容。同時她強調當事人絕對有自主權決定申請調查，並進入性別平等委員會程序，輔仁大學外聘的調查小組將把調查重點放在先前心理學系教師是否以言語誤導被害學生，造成被害學生在資訊不夠充足下，延宕申請性別平等委員會的調查。而由於中華民國教育部依司法院《釋字第382號解釋》內容，要求輔仁大學再次進行學生申訴的評議程序，輔仁大學在9月26日召開學生申訴評議委員會，重審心理學系性侵案事件行為人對於退學處分的申訴案，最終結果為申訴無理由駁回，學校第三度維持涉案男學生的退學處分，且無再度申覆的機會。
東森新聞台之後公布輔仁大學討論會的私下拍攝影片，包括被害女學生與工作小組的對話，且指出過程中陸續遭與會成員質疑，包括被工作小組質疑事件版本等問題。東森新聞台並報導指稱女學生在討論會上數度情緒激動，多次在男友協助下才能繼續對話。影片轉載至批踢踢後，許多網友批評討論會反而檢討性侵受害者，以公審方式造成女學生精神傷害；除了不滿受害者參與討論會的環境，並質疑工作小組沒有基本同情心而無法妥善處理此事，亦有網友特別整理出逐字稿的11項重點。夏林清則表示該次會議是當時系主任何東洪主辦，主題為女學生男友張貼的文章，並討論有關系所、工作小組和夏林清的指控，而未針對性侵案件、也不是公審女學生。全程參與6月7日討論會的心理學系系友周佳君則表示，新聞媒體報導指稱討論會變成受害者公審大會並非事實，認為外界不應刻意扭曲事實。
在討論會影片遭公開後，網友則在Facebook上號召於10月1日在輔仁大學舉辦「夏林清 輔仁大學 社科院院長 愛與關懷 見面會（一般民眾版）」活動，表示希望有2,000人參加、但只要達成200人就開始籌畫。對於網友發起見面會活動，夏林清透過助理向《蘋果日報》表示，主辦人必須達成5項初步參與要求，包括主辦人必須以真實姓名負責任地現身邀約；先行逐一陳列議題內容，並提出談論議題的重要性和理由，以避免浪費時間；先行對辯論規則提出草案，協商釐清作業方式，形成形成有效溝通對話的條件；針對參與人員和夏林清在辯論過程的錯誤指控，提出負責作為的具體條件；全程公開直播，並讓所有新聞媒體都能參與。在達成5項條件後，夏林清表示才會願意第二階段協商，針對主辦時間和地點進行溝通。
不過輔仁大學也在召開性別平等委員會，由委員檢視近日流出的6月7日師生討論會影片，最後16名性別平等委員會委員評估夏林清、何東洪的行為，嚴重違反學術專業倫理。為進一步理解細節，性別平等委員會決議組成獨立的校外調查委員會，調查兩位教師在相關事項的適任性和違法性，若有違法情況則移送教師評議委員會議處。輔仁大學之後表示雖然受害學生已畢業，校方仍然持續提供各種層面的專業支持與協助，同時對於因事件而承受壓力和衝擊的心理學系學生，學校也會全面提供資源，協助心理學系盡快恢復學習氛圍。

### 節目對談
9月26日晚間，夏林清向新聞媒體表示接受年代新聞台政論節目《新聞面對面》邀請，在電視節目上討論相關議題。對此吳志光表示，輔仁大學獲知夏林清要參與節目對談後，便按原計畫與其溝通，但未能勸阻其不要參與節目錄製；他表示由於案件引起社會高度關注，節目談話內容很難避免牴觸禁令，造成當事人二度傷害，他並提到學校對於夏林清執意錄製節目的決定感到遺憾，並將有具體措施處理。隨後輔仁大學公開發表聲明，指出依《校園性侵害性騷擾或性霸凌防治準則》第25條規定，相關人員不得以任何形式干擾被害人，避免造成二度傷害，違反教師則將移送教師評審委員會議處。同時輔仁大學也明確建議夏林清依照準則，立即停止發布案件相關評論，或接受新聞媒體各類該主題的採訪或節目邀約。
儘管輔仁大學希望藉此減少各種零碎資訊，並避免對當事人和相關人員造成再次傷害和輿論公審，干擾後續調查與司法審理。但夏林清仍在《新聞面對面》和來賓公開討論性侵案件處理與相關細節，並針對外界質疑逐一回應，然而節目中也直接提及女學生姓氏。其中潘建志指稱輔仁大學心理學系輔在6月7日召開師生討論會是公審大會，且儘管討論議題為性侵案件，但仍開放其他人參加；同時他也質疑夏林清在學校性別平等委員會外，另外召開調查小組。對此夏林清則表示師生討論會是心理學系教師和學生合作的慣例，系上每年都會舉辦100人至200人會議討論議題，並表示6月7日當天的討論會也不是公審，最後會議參與者甚至開始聊天。同時夏林清表示儘管學校設有性別平等委員會，然而也應當能以其他方法輔導與協助學生，其中便因應當事人要求組成工作小組，且也找來雙方友人，而工作小組也是由女學生學姊請求成立。
另外輔仁大學心理研究所學生高旭寬也表示，不可能對所有學生的協助都必須經過性別平等委員會審核，而且是由何東洪擔任工作小組召集人。而對於被害者男友的指控曾經說出情慾流動等內容，夏林清則表示，她認為是故事編寫的版本；不過對於潘建志詢問被害者男友休學的原因，她回應並不知情。之後台灣少年權益與福利促進聯盟抗議，年代新聞台不顧新聞自律，邀請夏林清接受《新聞面對面》訪談、進而引導輿論公審，違反《年代新聞自律公約》第7點和《性侵害犯罪防治法》第13條等規定。由台灣少年權益與福利促進聯盟、勵馨社會福利事業基金會等社團組成的公民參與媒體改造聯盟發布聲明，批評年代新聞台違反新聞自律，呼籲中華民國國家通訊傳播委員會依法要求年代集團不得於電視、網際網路等媒體重播該集節目，並限期提出檢討改善措施。
而面對夏林清參與政論節目對談而引起社會抗議違反法律，中華民國國家通訊傳播委員會主任委員詹婷怡在接受立法委員鄭寶清質詢時表示，國家通訊傳播委員會原則上對於節目內容採取自律態度，但認為該內容確實可能違反《個人資料保護法》與《性侵害犯罪防治法》；中華民國國家通訊傳播委員會相關主管也已通知該節目自律委員會，要求自律委員會通知相關會員注意和檢討；同時也將節目內容提交內容諮詢委員會調查，讓學者和專家討論違法疑慮。

### 學生會介入
在結束電視節目錄製後，夏林清在2016年9月27日凌晨於Facebook上發文解釋並表示鼓勵情慾流動，同時抗議輔仁大學停止其院長職務和限制對外發言，認為教師工作權與言論自由受到影響。輔仁大學則回應，早在暫停職務時便已告知夏林清，決議並未影響教師權，且僅不得以院長身分對外發言，未限制其言論自由。而婦女新知基金會、台灣性別平等教育協會也發表聲明，譴責中華民國教育部和輔仁大學未依法制止夏林清與支持者要求被害人出面道歉。婦女新知基金會秘書長覃玉蓉表示案件受害人遭網際網路言詞攻擊，可能間接引發其他性侵案當事人的心理壓力，教育部應修正《性別平等教育法》，防範有人運用網際網路或新聞媒體造成負面效應和二度傷害。
而由於夏林清持續在網際網路上回擊，輔仁大學學生會在9月27日下午發表文章，並以「夏林清與他的黨羽」稱呼夏林清一方。其中輔仁大學學生會認為夏林清的所為造成師生權力結構扭曲，然而校內救濟工具程序複雜，為避免再度出現類似事件，學生會決定成立「學生權益救濟小組」來對抗體制與權力者。輔仁大學對此則表示，學生會屬於大學學生自治部分，學校不會介入或干涉。此外，網友也重新審視夏林清所提的學姊過去發表的文章，並分享至批踢踢上；其中在該篇文章中，該名學姊同樣認定事件為性侵案件，並且將案件視為一夜情的結論，已經違反常識判斷。
9月29日，支持夏林清的周姓網友聯合5名網友署名發表幾位東吳社工系友給呂秋遠的公開信，質疑呂秋遠迴避提問、並對夏林清作出錯誤批評。許多網友隨即在文章留言、並分享至批踢踢，其中多認為周姓網友舉例不恰當，並質疑6人不該使用東吳大學社會工作學系系友的身分，隨後東吳大學社會工作學系主任萬心蕊、呂秋遠等人對此做出回應。

## 處置

### 媒體遭罰
中華民國國家通訊傳播委員會經過徵詢主管機關中華民國衛生福利部的意見，並召開廣播電視節目廣告諮詢會議、委員會議討論之後，2016年12月21日認定年代新聞台9月26日播出的政論節目《新聞面對面》以及壹電視新聞台9月23日的《1900晚間新聞》報導均已經違反《性侵害犯罪防治法》，為了落實保護弱勢者、避免對受害人造成二度傷害，對於年代新聞台與壹電視新聞台分別開罰新臺幣6萬元。
因應相關法律要求不得揭露被害人資訊，通傳會在記者會上用詞極為謹慎，就連「輔大」、「夏林清」等早已在媒體上曝光的資料都避免直接提及。通傳會表示，《性侵害犯罪防治法》立法目的是藉由限制資訊流通，落實保護並尊重被害人。該節目及新聞報導所披露的被害者相關資訊，且邀請事件涉入師長單方進行訪談，足以使他人尤其是親朋好友、同儕團體辨識出被害人的身分，已經觸犯相關法律。通傳會呼籲電視媒體應發揮社會責任，凡是節目內容涉及兒少或性侵案件時均應審慎把關，特別加強內部控制的編輯審查機制，媒體不得揭露出足以辨別身分的資訊而引發負面的社會效應。

### 夏林清被停聘
2017年3月2日輔大教師評審委員會依《輔仁大學教師聘任規則》決議停聘夏林清一年，並行文至中華民國教育部函報。夏林清也提出申請，要求教育部介入調查輔大校教評會的調查工作是否違反程序原理，行文於4月24日送達教育部。5月10日教育部同意輔大停聘夏林清，對夏林清停聘一事審議通過，做成停聘一年處分並發文核准。停聘期間夏林清可以支領半數本薪。教育部表示相當重視學生的受教權，會請學校在停聘期間另做安排。最終夏林清改以代課老師的名義「自代自課」繼續未完的課程。
在事前未告知輔大校方的情況下，5月17日輔大心理系獨自發表聲明，表示對夏林清的遭遇深感遺憾，無法認同相關懲處，系上將協助夏林清行政救濟以維護權益。夏林清沉默多日後在22日發表聲明，指責校方對自己的調查工作存在著諸多缺失：調查過程中自身未被告知相關調查目的已有變更，以及調查案件跳過分屬心理系和社科院的兩個教評會，直接越級上報輔大校教評會，調查程序明顯不合理而且欠缺自我辯護的機會；同時夏林清認定教育部只聽信校方一面之詞，要求教育部出面解釋。
對於夏林清的說法，輔大不予回應。教育部對此表示，輔大校教評會函報的資料包括系院校三級教評會的審議資料，以及性平會調查報告和會議紀錄，並指出根據《輔仁大學教師聘任規則》規定校教評會有權力變更系院教評會的決議，而校教評會是按照《教師法》認定夏林清的行為違反相關法令，經有關機關查證屬實。校教評會函報的調查報告和審議資料當中有納入夏林清的多份陳述意見書，教育部在審查小組會議當中均已仔細審視這些內容。
71位大專校院教職員在6月2日公開連署聲援夏林清，認為教育部同意輔大停聘夏林清一事已經違反正義。由夏林清等人創辦的台灣行動研究學會也在8月20日舉行年會論壇，該年度的主題「撐開行動研究的社會探究之道—-以輔心爭議事件為例」是學會回應外界對於輔心事件的看法並聲援夏林清。與會主持人和報告人計有龔尤倩、王芳萍、林香君、廉兮、何燕堂、夏林清、郭琬琤、黃小陵、張育華等人。

### 輔大補助款被教育部扣減
由於台灣婦女團體全國聯合會在2016年5月30日發布新聞稿，舉發輔大在輔心性侵案的處理上涉及違法，要求有關單位立即啟動調查。，因此中華民國教育部6月8日受理該案件並籌組調查小組。
教育部調查小組提交的報告，9月19日經教育部性別平等教育委員會通過備查，調查結果認定輔大違反《性別平等教育法》及《校園性侵害性騷擾或性霸凌防治準則》屬實，心理系的工作小組逾越了相關法律的授權、身為輔導人員卻執行調查工作已經違反應有的迴避原則、沒有採取必要的措施因而影響到受害人的權益；輔大在調查過程中對於心理系的違法不當舉動是知情的，卻沒有對此即時給予糾正並提出補救措施，而輔大性平會也沒有對事件調查報告的建議進行具體改善的規劃，因此輔大的處理不當。
2017年5月1日教育部依據調查結果，針對違法事項扣減輔大的補助款新臺幣400萬元。

### 教育部被監察院糾正
中華民國監察院認為中華民國教育部對輔大性侵案一事督導不周，在2017年8月10日通過對教育部的糾正案，要求教育部督促輔大進行檢討改善。
監察院調查報告指出，性平事件發生當下受害人具有學籍，因此適用《性別平等教育法》；輔大對於受害人並沒有積極聯繫、介入關懷、即時做好處置，反而處於消極被動，等待受害人自行申請調查；輔大知道心理系工作小組違反《校園性侵害性騷擾或性霸凌防治準則》「輔導人員應迴避事件調查」規定之後，並沒有因此提出究責、糾正以及補救措施；輔大性平會的調查報告雖然有建議，然而實際上給予受害人持續關懷的諮商輔導沒有執行，加害人的諮商輔導和8小時的性平教育同樣也沒有做。
調查報告當中提到，時任院長的夏林清以「不要站在一個受害者的位置」等語、系主任何東洪寄電子郵件指責受害女學生的文章不當並要求撤文、性侵加害人王凱民拒絕道歉等事，致使女學生和其男友遭受心理創傷，兩人均出現創傷後壓力症候群，女學生甚至因此在2016年3月期間有自殘行為；輔大發公函請心理系依法保護受害者隱私權，夏林清等人卻直接違反學校公函與保密規定，不但夏林清召開「真相還原記者會」、心理系也召集討論會邀約200人參加，結果討論會演變成公審會，對女學生和其男友造成壓力、恐懼及傷害；夏林清發文指責女學生和其男友，女學生希望結束爭鬥而因此發表道歉文。夏林清、何東洪以及工作小組並沒有體認到女學生和其男友均已心靈受創，不但沒有跟兩人建立起信任關係、評估創傷以提供所需的專業輔導，也沒有以溫和的方式化解紛爭，反而採取公開反擊與責備的方式，使得女學生和其男友多次受到傷害，輔大以及心理系也都因本次事件而聲譽嚴重受創。
監察院對教育部的糾正理由是，輔大的多位教職員明知發生性侵案卻沒有依照《性侵害犯罪防治法》和《性別平等教育法》於24小時內通報至社政機關，甚至還將「疑似性侵害事件」錯誤通報成「疑似性騷擾事件」。延遲通報的輔大卻沒有被教育部按照《性別平等教育法》裁罰，教育部有不當缺失。
監察委員高鳳仙表示，由於監察院無權對私立大學進行機關糾正或是行政人員彈劾，因此只對肩負主管機關責任的教育部提出糾正。

### 加害人入獄
加害人男學生王凱民被依乘機性交未遂罪判刑3年6月，一、二審皆認定惡性不輕且案發後否認犯行，未道歉賠償，為隱匿犯行，曾出言阻止他人找救護車將學姐送醫，態度惡劣，考量無前科，一、二審皆判3年半徒刑。最高法院於2018年3月22日駁回上訴定讞。9月25日，高等法院判王凱民須民事賠償新臺幣90萬元定讞。

### 加害人遭開除學籍
加害人男學生王凱民不服輔大祭出退學處分，提出行政訴訟。2017年8月30日臺北高等行政法院認定性平會進行王凱民的停學處分不符合程序原理，輔大需要召開第二次調查會處理，期間必須收回停學處分，輔大不服提起上訴。
2018年3月22日王凱民性侵案判刑定讞，輔大得知後表示不只退學，將進一步對王凱民開除學籍，輔大並解釋退學處分與開除學籍之間的異同：退學可以保留原校的修習學分和在校成績等資料，情形與肄業相似；開除學籍則將學分和在校成績一筆註銷，並且無法申請發給修業證明，等同於未曾在原校就讀過。8月2日最高行政法院駁回輔大的上訴定讞，確認王凱民的退學處分撤銷，輔大應重組調查小組。但由於性侵案判刑定讞一事符合《輔仁大學學生獎懲辦法》相關規定，無論學校是否另起調查會補足退學程序，輔大皆可直接對王凱民做出開除學籍處分。

### 輔仁大學不續聘夏林清
輔仁大學在夏林清停聘一年期滿前決定不續聘。2018年3月2日輔大行文給社科院通知夏林清已達屆齡退休，需在3月30日前辦理完退休手續。夏林清不服救濟未果後，於2018年8月1日起自輔大退休，結束在輔大心理系30多年的教學生涯。在退休生效前夕，4月26日夏林清獲得北京师范大学的聘書。

## 後續

### 夏林清指導學生論文
一篇名為網路宰制性的辨識與拆解 －以輔大性侵案外案為例的論文於2018年出版，為研究生何燕堂探討性侵案相關事件的博士學位論文，第一指導教授是事件重要關係人夏林清，共同指導教授是丘延亮；學位考試的口試委員分別是林香君、廉兮、丁興祥、黃德北共計4位。
律師吳俊達翻閱何燕堂的論文詳目，注意到其參考文獻泰半來自Facebook網路言論，本該援用的判決書調查記載卻付之闕如；所開列的論文專書只有13篇的單薄份量，專書又皆與作者的研究議題「網路宰制性」、「網路行動研究」及「無罪推定」欠缺關聯。吳俊達認為其出版目的是將翻案用的「答辯狀」包裝成學術論文，藉以粉飾事件角色夏林清的失當行徑，本應負責審查的口委也自甘墮落成「沒有是非倫理觀念」的橡皮圖章背書工具。吳俊達指出該篇博士論文的學術水準疑點重重，呼籲撤銷何燕堂的學位論文及博士資格；而身為師長的夏林清對於利益衝突應迴避而未迴避，有學術倫理不端的疑慮。

### 夏林清提告苗博雅
2016年9月27日苗博雅於Facebook粉絲頁上傳影片懶人包「十分鐘認真包：哪裡出了包？」評論性侵案，引來夏林清不滿，認為苗博雅是杜撰言論沒有依據，因此於2018年提起侵害名譽民事訴訟並要求刊登道歉啟事。11月30日開庭時苗博雅主張自己已經善盡合理查證的義務，有一定的理由相信會議紀錄和證人言詞均為真實，本次事件涉及公共利益可以受到社會公評。2019年1月22日法院判夏林清一審敗訴。夏林清不服判決提出上訴，4月10日臺灣高等法院二審首度開庭。

### 夏林清提告女學生及男友
2018年11月6日苗博雅收到開庭通知時，在起訴狀內文察覺夏林清同樣也對性侵受害女學生和其男友提出侵害名譽告訴，苗博雅認為夏林清這麼做是為了挽回自身名譽，其行為並不恰當，呼籲夏林清對兩人撤告。夏林清認為女學生和其男友發表不實文章致使其名譽受損，因而對兩人提起民事訴訟求償並要求登報道歉。2019年1月28日女學生的委託律師在首度開庭時強調，事隔多年夏林清此舉形同對女學生的再度傷害，「就像結痂的傷口再被掀起」。2020年1月31日士林地院一審審結，判朱男應賠償1元但不須公開道歉。

### 工作小組疑似無照諮商
2019年1月夏林清控告女學生名譽求償案開庭時，夏林清的委任律師主張，夏林清等人的工作小組單純是「心理諮商」，沒有阻擋此案件走性平會的程序，並不是用來取代性平會的調查。輔心事件延燒時，心理師方格正指出「該工作小組的成員並非心理師」，臺灣諮商心理學會也發出聲明，指出《心理師法》規定必須是通過國家考試、取得執照的專業諮商心理師才可提供心理諮商服務。
方格正表示，心理諮商具備高度專業性，當事人的福祉是助人者應該優先考量的。由於求助者在治療過程會呈現自身脆弱的一面，因此需要保護這些潛在弱勢的當事人。既然助人者與當事人之間並非平等狀態，本應保持單純關係、避免多重身分往來。方格正認為輔心事件的師長同時具有「助人者、老師、院長、調查者」複數角色，當師長的自身權益捲入其中時，自然也就糾葛狀況不斷。臺灣諮商心理學會呼籲，助人者應秉持心理諮商工作倫理，如果當中出現多重身分關係，應立即中止諮商服務，個案改為轉介其他的專業心理師。

### 聲援者侮辱網友
在輔大心理系性侵事件的論戰當中，2016年8月20日有網友在Facebook貼文指控，在發表有關性侵事件的評論之後，性權社會組織成員的張姓男子近3個月以來使用多個帳號對其進行霸凌、言語侮辱以及性騷擾，該位網友認為張姓男子表面上從事社運替弱勢發聲，私下另一面卻用不堪入目的言詞對人進行性騷擾，為此感到不齒。王奕凱聽聞此事也表示厭惡，支持網友對張姓男子提告。
性侵案發生後，輔大心理系因爭議的處理方式而被輿論批評是吃案，身為夏林清支持者的張姓男子在Facebook表示網友不應對夏林清等人「未審先判」，引來蘇姓、于姓以及邱姓網友出言不遜，張姓男子對此心生不滿，2016年6月起在夏林清及個人的Facebook多次留言辱罵3人，3人因而對張姓男子提告。2019年2月27日臺灣新北地方法院認定張姓男子的言行並不可取，與素不相識的人發生爭執，沒有採取理性的方式進行協調或是依循法律途徑解決糾紛，反而在網路上發表侮辱內容攻擊對方，屬於為了宣洩情緒的單純謾罵，已經逾越了言論自由，考量到3位原告同樣也有出言不遜等其他因素，依公然侮辱罪共判張姓男子拘役60天，可易科罰金新臺幣6萬元，全案可上訴。

### 夏林清停聘處分撤銷
夏林清就停聘一事對中華民國教育部提起行政訴訟。2018年6月28日臺北高等行政法院裁定，為了避免輔仁大學的權利或法律上的利益受到損害，應改由輔大獨立參加該件訴訟。
2019年4月11日臺北高等行政法院認定，輔仁大學決議夏林清停聘一年處分此事與教師適格性無關，是受到社會外界和教育部的壓力為了平息眾怒而做；該處分並沒有在學校會議上公開討論過，決議內容中也沒有明確記載理由，只用空泛的論據「行為違反相關法令，經有關機關查證屬實」一筆帶過，導致無法對此事進行驗證，違反《行政程序法》；教育部不應核准輔大的決定，卻多次行文要求學校召開會議否則將動用《私立學校法》，有干涉大學自治的嫌疑，判夏林清一審勝訴，原停聘處分撤銷。輔仁大學得知判決內容感到相當意外，12日對此表示難以認同，將會提出上訴。教育部則回應指出《性別平等教育法》有設定時間限制，身為主管機關本來就有該法賦予的督導及追蹤學校性平事件的處理進度的責任，並沒有干涉大學自治的問題，認為判決應該是對這方面有所誤解。並且強調，輔大的相關人員涉及不當介入校園性侵害事件，違反《學生輔導法》及《性別平等教育法》，教育部仔細斟酌後同意學校的決定，是基於事實和法律規範而沒有濫用裁量權。教育部並引用行政法院過往的判決，認為校級教評會既然有權糾正下級教評會，應以校級教評會的決定為最終的確定意見。教育部表示在收到法院判決書後也會提起上訴。

## 備註
1. 1 2 3  何燕堂（1965年11月13日－[133]），臺灣社運人士，輔仁大學心理系兼任講師，人民火大行動聯盟發起人之一，長期參與台灣勞工運動。人民民主陣線提名第17屆基隆市市長參選人，以得票數1,376票、得票率0.72%落選。
2. 1 2  王芳萍（1966年8月2日－[132]），日日春關懷互助協會理事長，人民民主陣線高雄工作站主任，輔仁大學心理研究所碩士。人民民主陣線提名高雄市第8選區第2屆議員參選人，以得票數1,233票、得票率0.91%落選。
3. 1 2  龔尤倩（1969年2月1日－[131]），輔仁大學社工系與心理系兼任講師。人民民主陣線提名基隆市第4選區第18屆議員參選人，以得票數729票、得票率2.87%落選。
4. ↑  萬心蕊，東吳大學社會工作學系副教授，輔仁大學心理學系博士，博班指導教授是夏林清。在停聘案上連署聲援夏林清[116]。
5. ↑  《輔仁大學教師聘任規則》第14條：「本校教師在聘約有效期間內，如不遵守聘約、天主教大學憲章或本校教師聘任規則之規定，或有違反教師法第十四條第一項下列各款之一者，應予解聘、停聘或不續聘」。[120]
6. ↑  《輔仁大學教師聘任規則》第15條：「教師解聘、停聘或不續聘案如事證明確，而系（所）教評會所作之決議與法令規定不合或顯有不當時，院教評會得逕依規定審議變更之，校教評會對院教評會有類此情形者亦同。」[120]
7. ↑  雖然與會者聲稱連署行動是由學界自發行為，然而連署名單上的教師其實多半與夏林清有直接或間接的關聯。
8. ↑  根據《輔仁大學教師評審委員會設置辦法》[128]和《輔仁大學各院、系(所)教師評審委員會設置辦法》[129]，教評會是由各院系的專任教師組成。由於心理系和社科院遍布夏林清的支持者且若干人等涉入輔心事件，系院教評會在常理上難以認定是客觀第三方單位，明顯有徇私片面做出有利夏林清結論的嫌疑，校教評會推翻前兩者的決議對於輔大而言顯然有其必要。
9. ↑  台灣行動研究學會的創辦人是夏林清，同時也是該會的創會理事長。行研會員在研究方法和論述上受到夏林清的深遠影響，該學會坦言：「行研學會諸多成員受此方法影響甚深」[130]。
10. ↑  學會的會議通知載有「……各大媒體及許多網路民眾未清楚查證，不問是非把夏罵的狗血淋頭」、「……試圖還原真相並讓大眾進場從中明辨是非……暴露官僚行政權在政治力介入的操弄程序，問真求實的行動卻也讓她置身險境」、「……行研社群的部份伙伴也協同平反誣陷……經歷和夏一樣在網路上被質疑、或惡意扭曲的污名」、「……助人工作者面對法律政策建置下的『被害人邏輯』其助人方法與助人關係、……人人自媒體下的鍵盤辦案與網路霸凌」等語。[130]
11. 1 2  林香君，佛光大學未來與樂活產業學系教授，國立臺灣師範大學教育心理與輔導學系碩士。在停聘案上連署聲援夏林清[116]。
12. 1 2  廉兮，國立東華大學教育與潛能開發學系副教授。在停聘案上連署聲援夏林清[116]。
13. ↑  夏林清、郭琬琤以「監察院受訪代表」身份擔任年會議程報告人。
14. ↑  郭琬琤，輔仁大學心理研究所博士生，土也社區工作室負責人。
15. ↑  黃小陵（1970年5月17日－[134]），台灣區倉儲運輸業工會聯合會總幹事，世新大學社會發展研究所畢業，人民火大行動聯盟成員。人民民主陣線提名基隆市第3選區第18屆議員參選人，以得票數2,599票、得票率1.23%落選。
16. ↑  張育華（1964年10月31日－[135]），台灣國際家庭互助協會執行長，輔仁大學心理學系碩士。人民民主陣線提名高雄市第8選區第9屆立法委員參選人，以得票數2,476票、得票率1.32%落選。
17. 1 2  《大學法》第3條：「本法之主管機關為教育部。」第4條第1項：「大學分為國立、直轄市立、縣 (市) 立 (以下簡稱公立) 及私立。」
18. ↑  《輔仁大學學生獎懲辦法》第十一條第四項：「學生有下列情形之一者，予以開除學籍之處分：……四、觸犯刑事法律，經法院有罪判決確定，情節較重者。」[159]
19. ↑  論文作者設定的電子全文網際網路公開日期是2023年9月5日。
20. ↑  丘延亮（1946年－），臺灣社會學家，中央研究院民族學研究所退休副研究員，曾任香港浸會大學社會學系副教授，因民主台灣聯盟案被捕入獄。在停聘案上連署聲援夏林清[116]。
21. ↑  何燕堂博論的口試日期是2018年06月16日。
22. ↑  丁興祥，輔仁大學心理系退休教授。在停聘案上連署聲援夏林清[116]。
23. ↑  黃德北（1957年7月2日－[165]），世新大學社會發展研究所教授，人民火大行動聯盟成員，長期參與臺灣勞工運動。左翼聯盟提名臺北市第6選區第13屆議員參選人，以得票數1,216票、得票率0.41%落選。在停聘案上連署聲援夏林清[116]。
24. ↑  《心理師法》第42條第1項：「未取得臨床心理師或諮商心理師資格，擅自執行臨床心理師或諮商心理師業務者，處二年以下有期徒刑，得併科新臺幣三萬元以上十五萬元以下罰金。」該法對於無照執行心理諮商明訂罰則，如有發生違法案件，民眾可逕向縣市衛生局檢舉。
25. ↑  《醫事人員人事條例》第2條第1項：「本條例所稱醫事人員，指依法領有專門職業證書之醫師、中醫師、牙醫師、藥師、醫事檢驗師、護理師、助產師、營養師、物理治療師、職能治療師、醫事放射師、臨床心理師、諮商心理師、呼吸治療師、藥劑生、醫事檢驗生、護士、助產士、物理治療生、職能治療生、醫事放射士及其他經中央衛生主管機關核發醫事專門職業證書，並擔任公立醫療機構、政府機關或公立學校 (以下簡稱各機關) 組織法規所定醫事職務之人員。」該條例要求心理師同樣比照其他的醫事人員執業標準。
26. ↑  《性別平等教育法》第3條「本法所稱主管機關：在中央為教育部」、第11條：「主管機關應督導考核所主管學校、社教機構或下級機關辦理性別平等教育相關工作，並提供必要之協助；其績效優良者，應給予獎勵，績效不良者，應予糾正並輔導改進。」

## 引用頁數
1. 1 2 3  《106教調0030號》，頁22。[137]
2. ↑  《台教高(三)第1060056440b號函》，2017年5月1日，中華民國教育部。引用自《106教調0030號》，中華民國監察院，頁21。[137]
3. ↑  《106教調0030號》，頁7。[137]
4. ↑  《106教調0030號》，頁12。[137]
5. ↑  《106教調0030號》，頁21。[137]
6. ↑  《106教正0006號》，頁13。[140]

## 外部連結
- （繁體中文） 輔仁大學心理學系網站 （页面存档备份，存于）
- （繁體中文） 輔仁大學心理學系 （页面存档备份，存于）
- （繁體中文） 輔大心理系事件整理 （页面存档备份，存于）
- （繁體中文） 輔大性侵事件相關記錄與評論 （页面存档备份，存于）
- （繁體中文） 輔大性侵案調查（上）：心理系為什麼是這樣處理？ （页面存档备份，存于）
- （繁體中文） 輔大性侵案調查（下）：這場洪水如何淹沒每一個人？ （页面存档备份，存于）